# Константинопольська православна церква
Вселенський патріархат (грец. Οἰκουμενικόν Πατριαρχεῖον, трансліт. Oikoumenikón Patriarkhíon; лат. Patriarchatus Oecumenicus), відомий як Гре́ко-правосла́вний патріарха́т (тур. Rum Ortodoks Patrikhanesi, İstanbul Ekümenik Patrikhanesi), також часто згадуваний просто як Константино́польський патріарха́т, або Вселе́нський патріарха́т — у східному православ'ї церква «першого за честю», яка посідає 1-е місце в диптиху автокефальних церков з 16 автокефальних помісних східних православних церков. У грецькій літературі часто йменується Вели́кою це́рквою Христо́вою (ἡ Μεγάλη τοῦ Χριστοῦ Ἐκκλησία). Одна з п'яти стародавніх патріархатів Великої церкви. Використовує у своїй літургії візантійський обряд катаревуса, грецьку мову та новоюліанський календар, вона є частиною Східного християнства. Її очолює Вселенський патріарх Константинополя, наразі Варфоломій I, 270-й архиєпископ Константинополя. Адміністративний центр Патріархату, патріарша резиденція і кафедральний собор святого Георгія, який знаходяться в Фенері (район Стамбула).
Завдяки своєму історичному розташуванню як столиці колишньої Східно-Римської (Візантійської) імперії — Константинополь (сучасний Стамбул) та ролі материнської церкви більшості сучасних православних церков, Вселенський патріархат Константинополя посідає особливе почесне місце в православ'ї разом зі Вселенським патріархом, який має статус primus inter pares (перший серед рівних) серед східно-православних предстоятелів і вважається представником та духовним лідером східних православних християн.
Вселенський патріархат сприяє розширенню християнської віри та східно-православної доктрини, а Вселенські патріархи беруть участь в екуменізмі та міжконфесійному діалозі, благодійній діяльності та захисті православних християнських традицій. Найважливішими питаннями політики Вселенського патріархату у XXI столітті є безпека вірян на Близькому Сході, примирення Східної православної та Католицької (Латинської) церков та відновлення роботи Богословської школи в Халкі, яку турецька влада закрила в 1971 році.

## Статус серед інших православних церков
Сам патріарх Варфоломій визначає повноваження Константинопольського архиєрея так: 
| «У нас є привілей бути старшим братом у світовій православній церкві. Константинопольський патріарх представляє у світі Православ’я, є його виразником і несе за нього історичну, канонічну і теологічну відповідальність. Прерогативою Вселенського патріарха є координація роботи світового православ’я, включаючи скликання соборів, а також підтримка міжцерковних і міжконфесійних діалогів, у нього є право арбітра в церковних справах — це право (канон 28) було надано Константинопольському архиєпископу в 451 році на IV Вселенському соборі. |
Прот. О. Шмеман так визначав статус КПЦ: «Константинопольська кафедра, — писав в 1923 році митрополит Антоній, — за вченням Христової церкви, викладеному в постановах семи Вселенських соборів… не є одною тільки з церковних провінцій, але мислиться як незмінний елемент повноти Православної церкви, як інстанція, яка пов'язана не тільки зі своїм діоцезом, а й з усією Православною церквою по цілому світові. <…> Заперечувати цю загальновизнану першість Константинополя означає заперечувати багатовікову історію церкви, включаючи й історію Руської церкви, яка навіть ставши автокефальною, ніколи цієї першості не заперечувала. <…> Падіння Імперії не знищило першості Константинопольської кафедри, як і „ви́снаження“ Сходу не скасувало старшинства східних патріархів. І, повторюємо, в епоху навіть свого найвищого „месіанського“ зльоту Російська Церква ніколи не зазіхала на це „первородство“ Сходу і своєї Матері-церкви, яка колись просвітила Русь світлом Христовим. У пам'яті церкви ці зв'язки — не порожній звук, і тільки „безбатченки“ — справжнього духовного спорідненення — здатні забути їх. <…> Єдність церкви, повнота її, цілісно і неподільно перебуває в кожній церкві, в кожному місці розкривається і здійснюється в єдності всіх між собою. А цей вселенський союз вимагає і вселенського центру, вселенського Першоієрарха. І кому як не йому взяти на себе роботу про це об'єднання, свідоцтво про цю єдність, ініціативу лікування хвороб? Такий центр Православна церква завжди мала, має і зараз — у Константинопольській кафедрі».

## Історія церкви

### Велика церква Христа

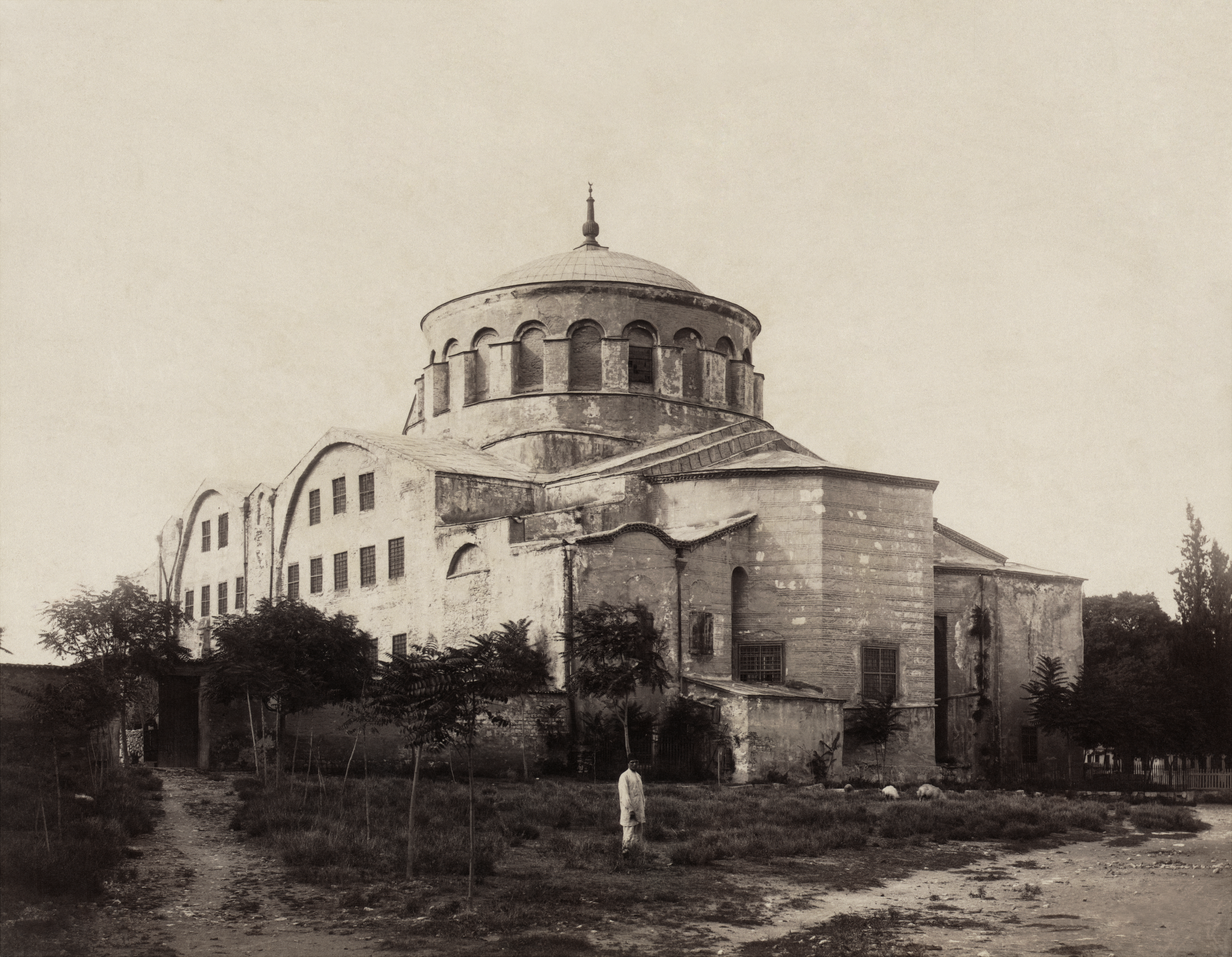
Церква Святої Ірини була собором Вселенського Патріархату Константинополя до того, як Собор Святої Софії був добудований у 360 р.

Християнство в грецькому місті Візантій приніс сам апостол Андрій, який відвідав Візантію, де заснував Престол Візантії в 38 році й призначив єпископом Стахія апостола, який залишався до 54 року. Тому Грецький Вселенський патріархат Константинополя вважає своїм першим єпископом апостола Андрія, від якого подальші священнослужителі мають послідовність через священні таїнства.
У 330 році римський імператор Костянтин Великий переніс свою резиденцію в місто, перейменувавши його в Нова Рома (Νέα Ῥώμη), або «Новий Рим». Відтепер значення церкви там зростало разом із впливом її єпископа.
До переїзду імперської столиці єпископ Візантії перебував під владою митрополита Гераклеї, але з IV століття він зміцнився, аби стати самостійним і навіть здійснювати владу на території всієї теперішньої Греції, Малої Азії, Понту та Тракії. З розвитком ієрархічної структури церкви єпископ Константинополя став називатися екзархом (посада вища за митрополита). Константинополь був визнаний четвертим патріархатом після Антіохії (Антіохійський патріархат), Александрії (Александрійський патріархат) та Риму (Латинська церква). Патріарха зазвичай призначала кафедра Антіохії.
Через важливість положення Константинопольської церкви в центрі Римської імперії у столиці обговорювались справи, пов'язані з різними церквами, що не належать до безпосередньої влади Константинополя, особливо там, де було необхідне втручання імператора. Патріарх, природно, став зв'язком між імператором та єпископами, які їхали до столиці, тим самим встановивши позицію патріарха як такого, що включає єдність усієї церкви, особливо на Сході.
У свою чергу, справами Костантинопольської церкви керував не тільки патріарх, а й синоди, що проводились, включаючи відвідуючих єпископів. Цей всеправославний синод почали називати ἐνδημοῦσα σύνοδος (endemousa synodos, «резидентський синод»). Резидентський синод не тільки керував справами патріархату, але також розглядав питання, що стосуються всієї церкви, а також східної половини старої імперії.
Таким чином, патріарх отримав титул Вселенського, який посилався не на владність єпископа над іншими єпископами, а на позицію патріарха як центру ойкоуменів, «домогосподарства» імперії.
У міру стабілізації та зростання Римської імперії зростав і вплив патріархату на її столицю. Цей вплив закріпився в православному канонічному праві до такої міри, що він був піднесений вище навіть за більш древніх патріархатів: Канон 3 Першого Константинопольського собору (381 р.) стверджував, що єпископ цього міста «матиме почесний примат після єпископа Риму, бо Константинополь — це Новий Рим».
У своєму спірному 28-му Каноні Халкедонський собор у 451 р. визнав розширення меж Константинопольського патріархату та його влади над єпископами єпархій «серед варварів», що по-різному тлумачилося як таке, що стосується або районів за межами Бізантії або негрекам. Результатом собору став розкол з Александрійським патріархатом.

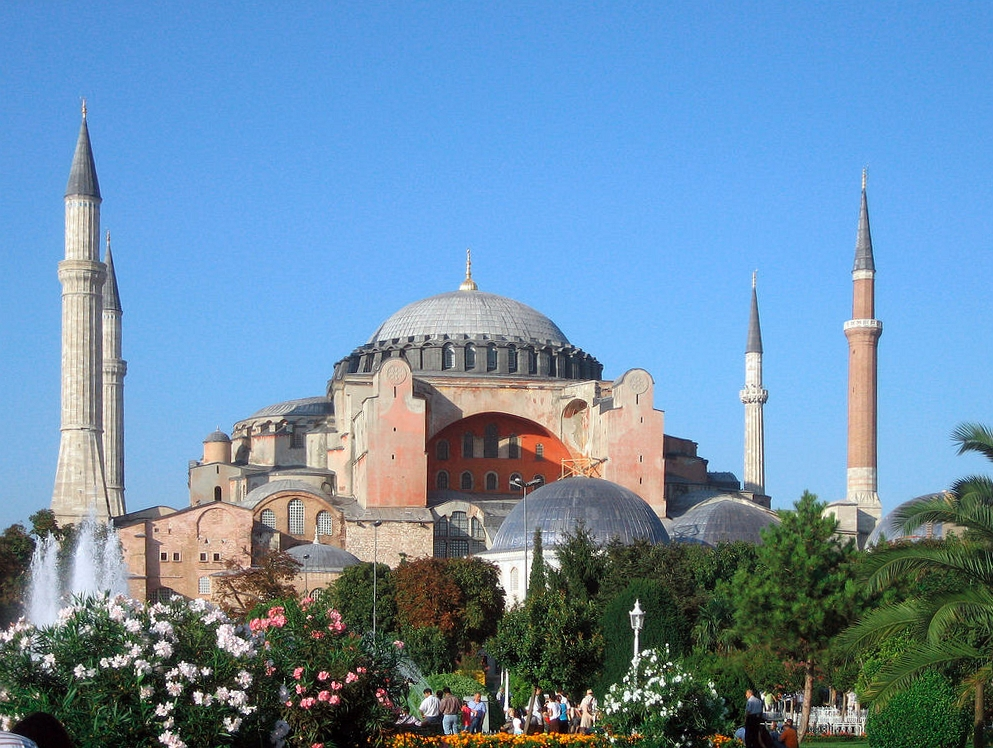
Собор Святої Софії був патріаршим собором до 1453 року

У будь-якому випадку, майже тисячу років Константинопольський патріарх очолював церкву в Східно-Римській (Візантійській) імперії та її місіонерську діяльність, яка принесла християнську віру у її візантійському вигляді до багатьох народів на північ від імперських кордонів. Соборна церква Константинополя, собор Святої Софії (Свята Премудрість), була великим центром релігійного життя у східному християнському світі.
Вселенський патріархат почали називати «Великою церквою Христа», і він орієнтиром для церковних справ на Сході, будь то з точки зору церковного управління, відносин з державою чи літургійних питань.

#### Прерогативи Вселенського патріархату
В історії та в канонічній літературі (тобто канонах церкви та традиційних коментарях до них) Вселенський патріархат отримав певні прерогативи (πρεσβεία, presveía), яких не мають інші автокефальні православні церкви. Не всі ці прерогативи сьогодні є загальновизнаними, хоча всі мають прецеденти в історії та канонічні посилання. Далі наводиться (невичерпний) перелік цих прерогатив та їх орієнтирів:
- Рівні прерогативи щодо Старого Риму (Канон 28 Четвертого Вселенського собору, Канон 36 Квінісекстського собору);
- Право слухати апеляції, якщо вони запрошені, щодо суперечок між духовенством (канони 9 і 17 четвертого Вселенського собору);
- Право висвячувати єпископів на території, що не визначені канонічними межами (Канон 28 Четвертого Вселенського Собору);
- Право на створення ставропігіальних монастирів навіть на територіях інших патріархатів

### Іконоклазмська суперечка
У VIII і IX століттях рух іконоборців викликав серйозні політичні заворушення по всій Імперії. У 726 році імператор Лев III видав указ проти ікон і наказав знищити образ Христа над однією з дверей Халки, що викликало протистояння громадян. Костянтин V скликав церковний собор у 754 році, який засудив поклоніння зображенням, після чого багато скарбів було розбито, спалено або розмальовано зображеннями дерев, птахів або тварин: одне джерело посилається на церкву Пресвятої Богородиці в Блахернах перетворившись на «фруктовий магазин та вольєр». Після смерти свого сина Лева IV в 780 році імператриця Ірена відновила шанування зображень через Другий Нікейський собор в 787 році.
Суперечка з іконоборцями розпочалась знову на початку IX століття, але ще раз була вирішена в 843 році під час регентства імператриці Феодори, яка відновила шанування ікон.

### Велика схизма 1054 року
Відносини між папством і візантійським двором були добрими в роки, що передували 1054 р. Імператор Костянтин IX і папа Лев IX були союзниками за посередництвом лангобардського катепану Італії Аргіра, який провів роки в Константинополі, спочатку як політв'язень.
Патріарх Михайло I Кіруларій наказав написати листа єпископу Трани, в якому він засудив «юдаїстичну» практику Заходу, а саме на використання прісного хліба. Лист повинен був надіслати Іван усім єпископам Заходу, включаючи Папу Римського. Іван негайно передав лист Гумберту з Муаєнмутьє, кардиналу-єпископу Сільви Кандіди, який переклав лист на латинську мову і приніс його Папі Римському, який наказав дати відповідь на кожне звинувачення та захист папської зверхності викласти у відповіді.
Хоча він був імпульсивний, Михайло вирішив зупинити дебати і таким чином спробувати запобігти майбутньому розколу єдиної церкви. Однак Гумберт і папа не пішли на поступки, і першого з легатичними повноваженнями відправили до імперської столиці для вирішення поставлених питань раз і назавжди. Гумберт, Фредерік з Лотарингії та Пітер, архиєпископ Амальфі, прибули в квітні 1054 р. і їх зустріли вороже; вони вирвалися з палацу, залишивши папську відповідь у Михайла, який, у свою чергу, був ще більше розлючений їх діями. Патріарх відмовився визнати їх владу або, практично, їх існування. Коли папа Лев помер 19 квітня 1054 р., повноваження легатів законно припинилися, але вони фактично проігнорували це.
У відповідь на відмову Михайла розглянути актуальні проблеми, легатинська місія вжила крайню міру, зайшовши до церкви Святої Софії під час Божественної літургії та поставивши листа відлучення на вівтар.
Події східно-західного розколу зазвичай датуються актами 1054 року. Однак ці події лише спричинили початок розколу. Повний розкол насправді тоді ще не відбувся, а саме, взаємним відлученням від церкви. Нова Католицька Енциклопедія пише, що легати були обережні, щоб не натякати, що лист відлучення мав на увазі загальне відлучення Візантійської церкви. Лист відлучив від церкви лише Керуларія, Лева Ахридського, та їхніх прихильників. Таким чином, Нова Католицька Енциклопедія стверджує, що суперечка не мала спричинити постійний розкол, як відлучення будь-якого «скромного єпископа». Розкол почав розвиватися, коли всі інші східні патріархи підтримали Церуларія. Згідно з Новою Католицькою Енциклопедією, підтримка Імператора Михайла VI Стратіотикоса спонукала їх підтримати Керуларія. Деякі ставлять під сумнів дійсність документа на тій підставі, що Папа Лев IX помер на той час, і тому повноваження легатів видавати такого листа неясні.
Легати виїхали до Риму через два дні після видачі листа відлучення, залишивши за собою місто поблизу бунтів. Патріарх мав величезну підтримку народу проти імператора, який підтримував легатів на свою шкоду. Щоб вгамувати народний гнів, листа спалили, а легатів піддали анафемі. Однак лише ці легати були піддані анафемі, і в цьому випадку також не було явних вказівок на те, що вся Західна церква піддається анафемі.
У буллі про відлучення від церкви, виданій папіархом Михайлом I Керуларієм папськими легатами, однією з причин, наведених, є нібито вилучення Східними церквами «Filioque» з оригінального Нікейського символу віри. Насправді все було якраз навпаки: Східні церкви нічого не вилучали; саме Західна церква додала цю фразу до Нікейсько-Константинопольського символу віри.
Як пише єпископ Каллістос Вер, «навіть після 1054 р. дружні відносини між Сходом і Заходом продовжувались. Дві частини християнства ще не усвідомлювали великої затоки розмежування між ними. […] Суперечка точилась щодо того, з чим пересічні християни на Сході та Захід значною мірою навіть не знали». Фактично, у наступні століття Папи Римські та Патріархи докладали зусиль, щоб вилікувати розрив між церквами. Однак низка факторів та історично-політичних подій сприяли розширенню поділу, що призвело до повного розколу та припинення євхаристійного спілкування між церквами.

### Падіння Константинополя в 1204 році та заслання в Нікею

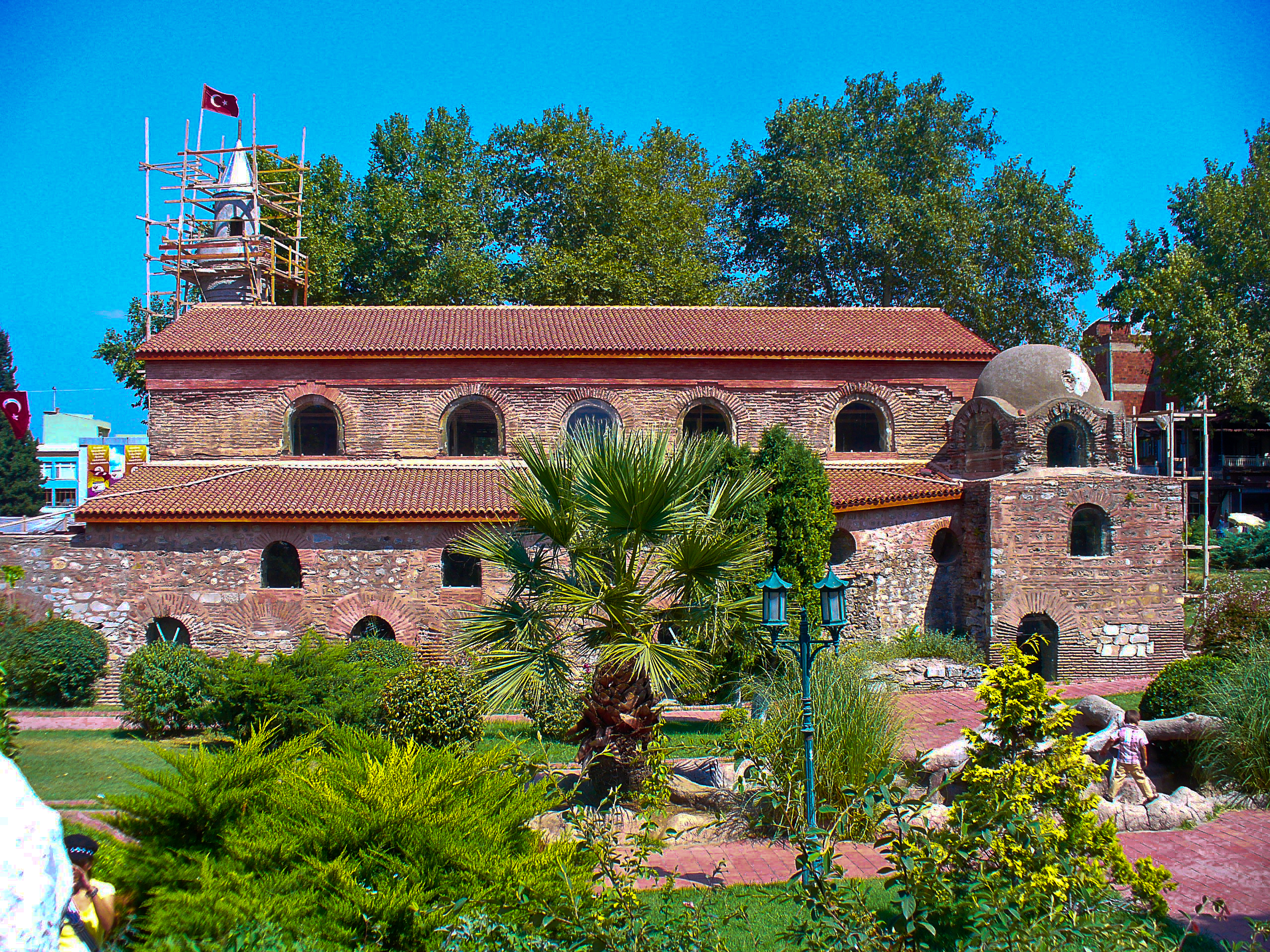
Собор Святої Софії в Нікеї

Четвертий хрестовий похід в обмін на обіцяні кошти мав на меті допомогти поваленому імператору Олексію IV повернути собі трон. Зайнявши Константинополь, повернувши на престол Олексія IV, повстання проти Алексія IV та вбивство залишили хрестоносців без коштів. 12 квітня 1204 р. хрестоносці три дні жорстоко розграбували Константинополь, під час якого багато античних та середньовічних римських та грецьких творів були або викрадені, або знищені. Незважаючи на свої клятви та загрозу відлучення від церкви, хрестоносці безжально і систематично знищували священні міські святилища, руйнуючи, осквернюючи чи викрадаючи все, на що вони могли покласти руку; нічого не пощадили. Говорили, що загальна сума, викрадена з Константинополя, становила близько 900 000 срібних марок. Венеційці отримали 150 000 срібних марок, що належало до них, тоді як хрестоносці отримали 50 000 срібних марок. Ще 100 000 срібних марок розподілили порівну між хрестоносцями та венеційцями. Решта 500 000 срібних марок таємно зберігали багато лицарів-хрестоносців.
Нікета Хоніат яскраво розповідає про розграбування Константинополя франкськими та венеційськими хрестоносцями четвертого хрестового походу:
Латинський солдат піддав найбільше місто Європи невимовному знищенню. Протягом трьох днів вони вбивали, ґвалтували, грабували та знищували в масштабі, який навіть давні вандали та готи вважали б неймовірним. Константинополь став справжнім музеєм античного та візантійського мистецтва, емпорією такого неймовірного багатства, що латиняни були вражені багатством, яке вони знайшли. Хоча венеційці високо цінували мистецтво, яке вони відкрили (вони самі були напіввізантійцями) і врятували більшу частину його, французи та інші знищували без розбору, зупиняючись, щоб освіжитися вином, порушенням монахинь та вбивствами православних священнослужителів. Хрестоносці виявили ненависть до греків найбільш вражаюче під час осквернення найбільшої церкви в загальновизнаному християнстві. Вони розбили срібний іконостас, ікони та священні книги собору Святої Софії, а на патріаршому престолі посадили повію, яка співала грубі пісні, коли вони пили вино зі святих посудин церкви. Відчуження Сходу і Заходу, яке тривало протягом століть, завершилось жахливою різаниною, яка супроводжувала завоювання Константинополя. Греки були впевнені, що навіть турки, якби вони захопили місто, не були б такими жорстокими, як латинські християни. Поразка Візантії, яка вже була у стані занепаду, прискорила політичне виродження, так що з часом Візантія стала легкою здобиччю турків. Таким чином, хрестовий рух призвів, зрештою, до перемоги ісламу, результату, який, звичайно, був прямо протилежним його початковому наміру.
У цю епоху латинсько-константинопольські відносини були на найнижчій точці, і помста під час різанини греків латинянами зробить розірвані зв'язки з Великого схизми постійними — поділивши християнство на рівень, який не був би бачений до протестантської Реформації.
Коли Папа Інокентій III дізнався про те, що накоїли хрестоносці, він був сповнений сорому і докорив хрестоносців.
Тим часом була створена Константинопольська Латинська імперія, а візантійські біженці заснували власні держави-спадкоємці, найвизначнішими з яких були Нікейська імперія за часів Феодора Ласкаріса (родича Олексія III), Трапезундська імперія і Епірський деспотат.
Нове місце перебування Вселенського Патріархату Константинополя було встановлено в місті Нікея до 1261 року, коли Константинополь був відвойований у латинян візантійським імператором Михайлом VIII Палеологом.

### Падіння Константинополя в 1453 році й османський період
На рубежі XIV і XV століть Візантійська імперія все більше відчувала загрозу зі сторони османів. Візантійський імператор Іоанн VIII Палеолог разом зі східним духовенством, що його підтримувало вирішив піти на унію з Католицькою церквою, адже бачив у церковному союзі можливість військової допомоги від заходу. Хоча були між грецькими ієрархами й такі, що хотіли унії з релігійних мотивів (патріарх Йосиф II, архиєпископ Віссаріон й інші). Після повернення до Константинополя багато грецьких єпископів, які погодилися на унію у Флоренції, відмовилися від неї, заявивши, що їх насильно примусили до угоди з латинянами. Грецьке духовенство і народ, дізнавшись про унію були шоковані; уніатів вважали за єретиків. Навколо Марка Ефеського згрупувалися всі захисники православ'я і колишній прихильник унії Геннадій Схоларій, який прийняв чернецтво під ім'ям Геннадія. Він вивісив на дверях своєї келії анафему за адресою латинян і погрожував прихильникам унії. Визначним діячем Флорентійської унії також був київський митрополит Ісидор, який на Ферраро-Флорентійському соборі представляв Церкву Руси.
Патріархи Александрійський, Антиохійський та Єрусалимський скликали у 1443 році в Єрусалимі собор на якому виголосили відлучення всіх прихильників унії. Повторне засудження східними патріархами Флорентійської унії відбулося в 1450 р. на соборі в Константинополі, на цьому ж соборі був позбавлений влади уніат Григорій III (патріарх Константинопольський) і зведений на патріарший престол православний Атанасій.
Коли у 1453 р. Константинополь був узятий турками-османами, про Флорентійську унію перестали згадувати взагалі. Сподівана військова допомога Заходу проти османів не була дана, і тому Флорентійська унія у Візантії не мала успіхів. Рішення Флорентійського собору не змогли об'єднати Західну і Східну церкви.

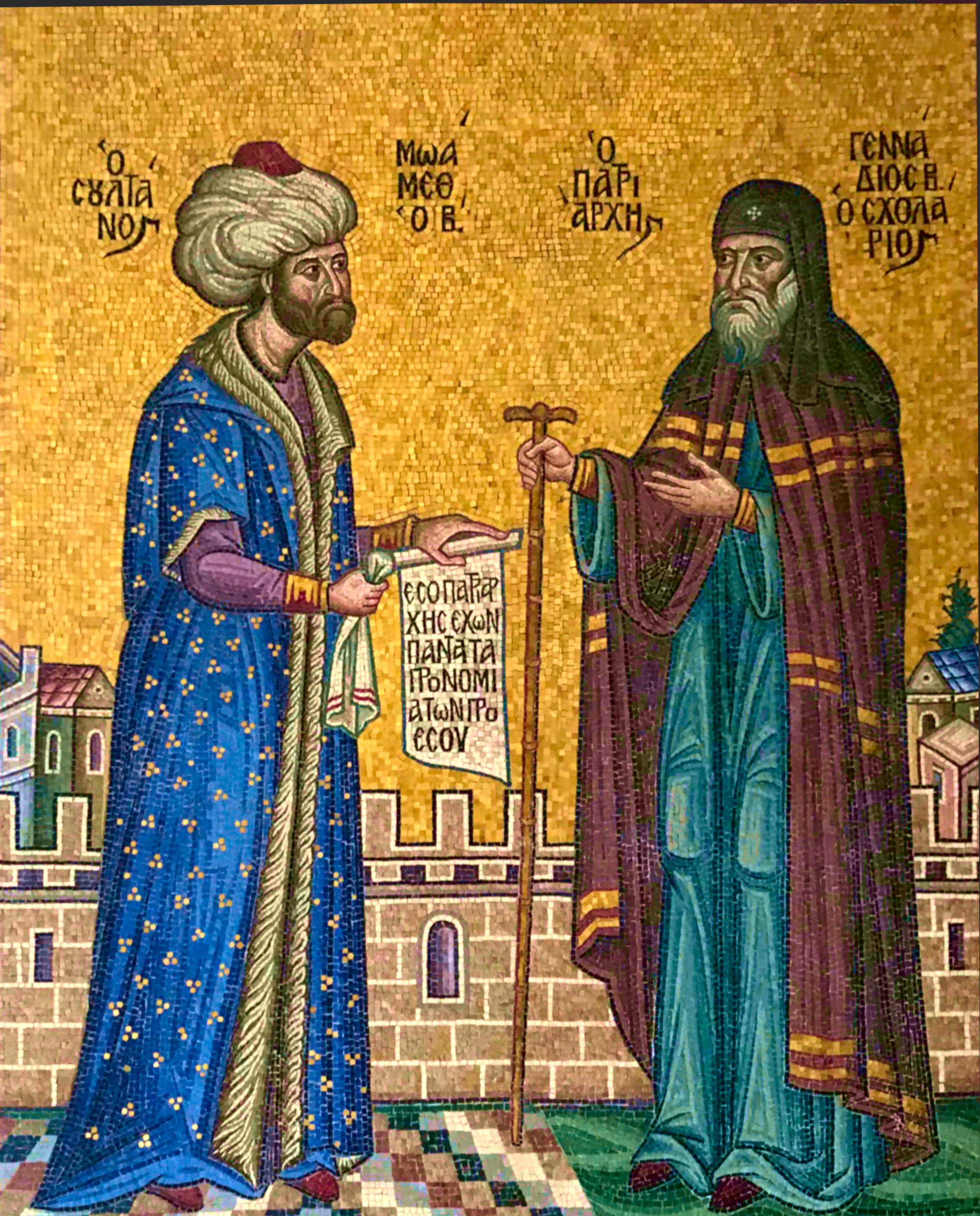
Патріарх Геннадій з Мегмедом II Завойовником (Фатіхом)

Відповідно до традиційного на той час звичаю, султан Мехмед II дозволив своїм військам та його оточенню три повних дні нестримного грабежу міста незабаром після того, як воно було захоплене. Після проходження трьох днів він вимагав для себе весь його вміст. Однак до кінця першого дня він проголосив, що мародерство має припинитися, оскільки він відчував глибокий смуток, коли відвідував пограбоване та поневолене місто. Собор Святої Софії не був звільнений від грабежу та грабунку і, зокрема, став його центром, оскільки загарбники вважали, що в ньому містяться найбільші скарби та цінності міста. Незабаром після того, як захист стін Константинополя впав, і османські війська переможно увійшли до міста, грабіжники та мародери пробралися до собору Святої Софії та збили його двері.
Протягом усього періоду облоги Константинополя, захоплені міста брали участь у Божественній Літургії та Молитві Годин у Софійському соборі, і церква створила сховище та притулок для багатьох з тих, хто не зміг внести свій внесок до оборони міста, до складу якої входили жінки, діти, люди похилого віку, хворі та поранені. Потрапивши в пастку в церкві, багато згромаджених людей і ще більше біженців всередині стали військовою здобиччю. Будівля була осквернена та розграбована, а безпомічні мешканці, які шукали притулку в церкві, потрапляли в рабство. Хоча більшість людей похилого віку та немічних / поранених та хворих було вбито, а решта (переважно чоловіки-підлітки та хлопці) були прикуті і продані в рабство.
Жінки Константинополя також постраждали від зґвалтування з боку османських військ. За словами Барбаро, «протягом усього дня турки велике різання християн через місто». За словами історика Філіпа Манселя, мали місце широкомасштабні переслідування цивільних жителів міста, в результаті яких відбулися тисячі вбивств і зґвалтувань, а 30 000 мирних жителів були поневолені або примусово депортовані. Джордж Сфранцес говорив, що османи ґвалтували як і жінок, так і чоловіків всередині Святої Софії.
Після того, як Константинополь був захоплений турками-османами в 1453 році, Патріархат почав піклуватися про всіх православних, які мешкають в Османській імперії. Мехмед II призначив Геннадія II патріархом у 1454 р. духовним лідером, а також етнархом або, по-турецьки, міллетом усіх православних християн в Імперії, незалежно від етнічного походження; не тільки греки, але й болгари, серби, албанці, волохи, молдавани, хорвати, сирійці, православні араби, грузини та лази потрапляли під духовну, адміністративну, податкову, культурну та юридичну юрисдикцію Вселенського Патріархату. Деякі інші патріархи приїжджали в різні пункти, щоб постійно жити в Константинополі та функціонувати як частина місцевого церковного уряду. Ця ситуація, на думку деяких сходознавців та істориків, свідчить про Pax Ottomana (або Pax Ottomanica, буквально «Османський мир»).

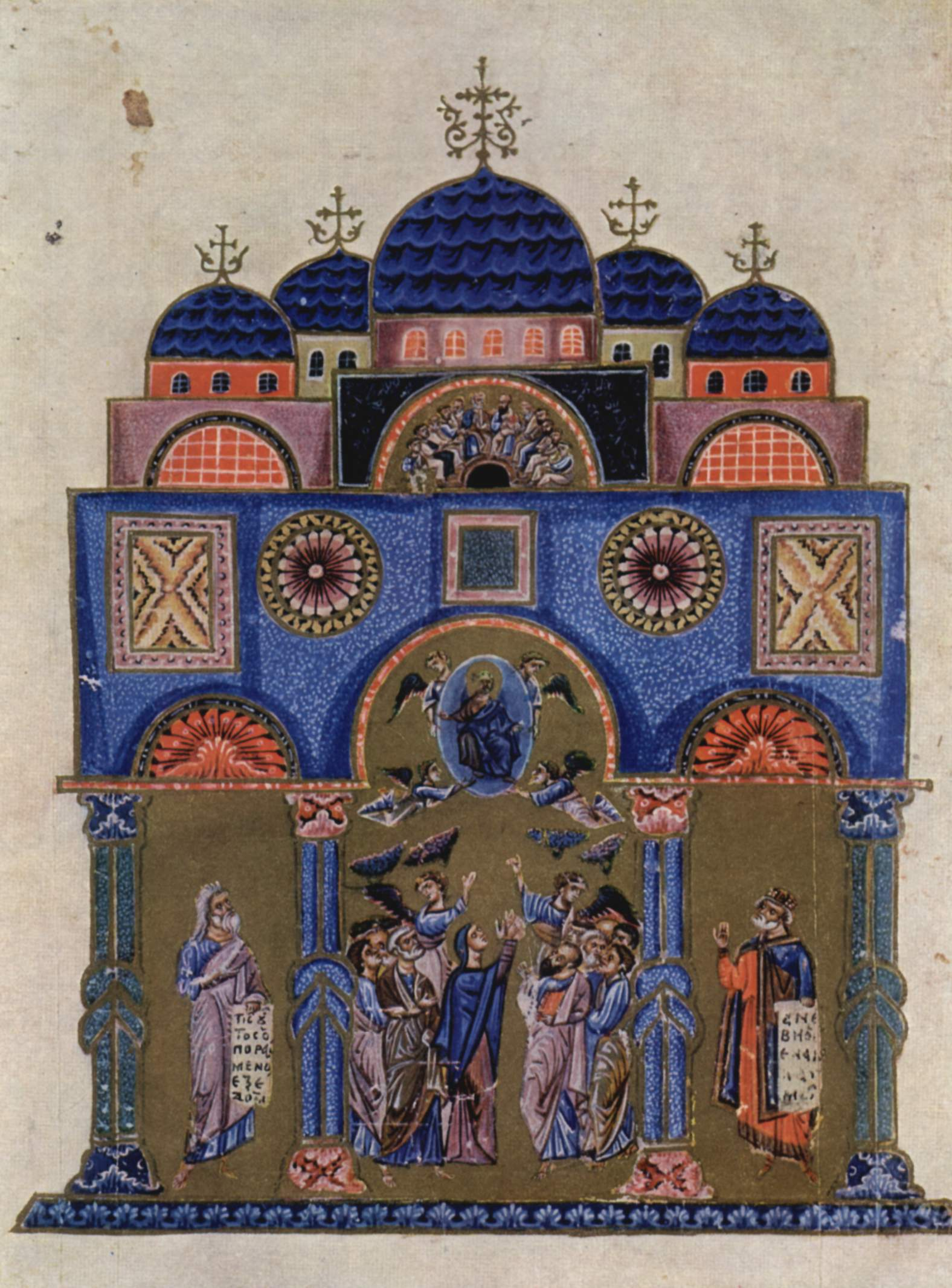
Зображення з Ватиканського кодексу 1162 р., яке, як вважається, є зображенням церкви Святих Апостолів, першого місця патріархату в османській добі

Церква Московії, яка впродовж століть була частиною Київської митрополії в складі Вселенського патріархату, оголосила про свою незалежність у 1448 році незадовго до падіння Константинополя. З 1448 р. Церква Московії стала функціонувати самостійно. Протягом десятиліть після падіння Константинополя до Мехмеда II Османської імперії 29 травня 1453 року деякі висували Москву як «Третій Рим», або «Новий Рим».
У 1589 році, 141 рік потому, Вселенському патріархату довелося визнати незалежність церкви Московії, оголосивши її Московським патріархатом, визначивши московського єпископа п'ятим в диптиху автокефальних церков після древніх патріархатів. У ті часи Константинопольська церква переживала період негараздів і фінансових труднощів. Новий патріарх Ієремія II незабаром після обрання вирушив у московитські землі за грошима. 11 липня 1588 року він прибув до Москви, де його зустрічали з великими почестями і розмістили на Рязанському подвір'ї. Через 5 днів Єремію прийняли в себе цар Федір Іванович і цариця Ірина. Вони обдарували грецького ієрарха сріблом, грошима, соболями. Єремія передав царю і цариці привезені в Москву святині, в тому числі частину мощей імператора Костянтина. Після урочистого прийому відбулися переговори Єремії з Борисом Годуновим. Тут з'ясувалося, що Єремія не готовий обговорювати домовленості 1586 р. російського уряду з Антіохійським патріархом Йоакимом про заснування Московського патріархату і приїхав тільки «заради милостині на церковні будови». Константинопольський патріарх наполягав, що без соборного обговорення він таке важливе питання вирішувати не може. Опинившись фактично під домашнім арештом на Рязанському подвір'ї, Єремія пішов на поступки, запропонувавши Москві обмежену автокефалію. При цьому необхідно було поминати Константинопольського патріарха за богослужінням і отримувати від нього освячене миро.
Однак Єремія продовжив пошуки компромісу: він був готовий сам, втомившись від нескінченних негараздів в Константинополі, залишитися патріархом в Московії. Московська сторона запропонувала Єремії в такому випадку резиденцію у Володимирі на Клязьмі, а у Москві при государі залишиться митрополит Іов. Єремія погоджувався стати московським патріархом тільки за умови якщо його кафедра буде перебувати в столиці. Переговори Годунова з Єремією тривали майже пів року. У середині січня 1589 р. Єремія дав обіцянку поставити в Московії патріарха з московитів і благословити подальше поставлення патріархів Московії собором московитських архиєреїв; цар же повинен був відпустити його в Константинополь. Московський патріархат став найбільшою зі східних православних церков у світі.
У міру ослаблення османського панування різні частини православної церкви, що перебували під безпосереднім впливом Вселенського патріархату, стали незалежними. Спочатку ці церкви зазвичай оголошували свою незалежність без загального схвалення, яке настало після того, як Константинополь дав своє благословення. Швидкість, з якою ці нові автокефальні («самоглаві») церкви почали збільшуватися в XIX столітті, особливо за часів незалежності Греції.
У 1833 р. Церква Греції оголосила про свою автокефалію, яку згодом визнав патріархат у 1850 р. У 1865 р. Румунська православна церква проти протестів Константинополя проголосила свою незалежність, яка була визнана в 1885 р. За рік до автокефалії Греції була самопроголошена, Сербська православна церква була визнана автокефальною місцевим світським урядом, але Константинополь відмовляв у визнанні до 1879 року. У 1860 році болгари фактично відокремилися від Вселенського патріархату; в 1870 р. болгарська церква була політично визнана автономною під назвою Болгарський екзархат, але лише в 1945 р. вона була визнана Вселенським патріархатом як Болгарська православна церква. У 1922 році Автокефальна православна церква Албанії оголосила свою автокефалію, але її було визнано лише 1937 році.
На додаток до цих церков, територія яких була узгоджена усіма під юрисдикцією Константинополя, Вселенський патріархат має ще кілька спірних автономних церков, включаючи Фінляндську православну церкву та Естонську апостольсько-православну церкву в 1923 р., які перебувають у його складі. Спірними свого часу були такого надані Вселенським патріархатом автокефалії, наприклад Польська автокефальна православна церква в 1924 р. і Православна церква Чеських земель і Словаччини в 1998 р. через, що диптих Вселенського патріархату Константинополя та Московського патріархату є різними. Більшість цих суперечок є результатом експансії Російської імперії, яка часто включала підкорення православних церков на завойованих землях Московському патріархату. Через це Московський патріархат часто заперечує роль Вселенського патріарха як головного представника та духовного лідера східних православних християн світу, посилаючись на те, що він представляє чисельну найбільшу православну громаду.

#### Церковні будівлі в османських містах

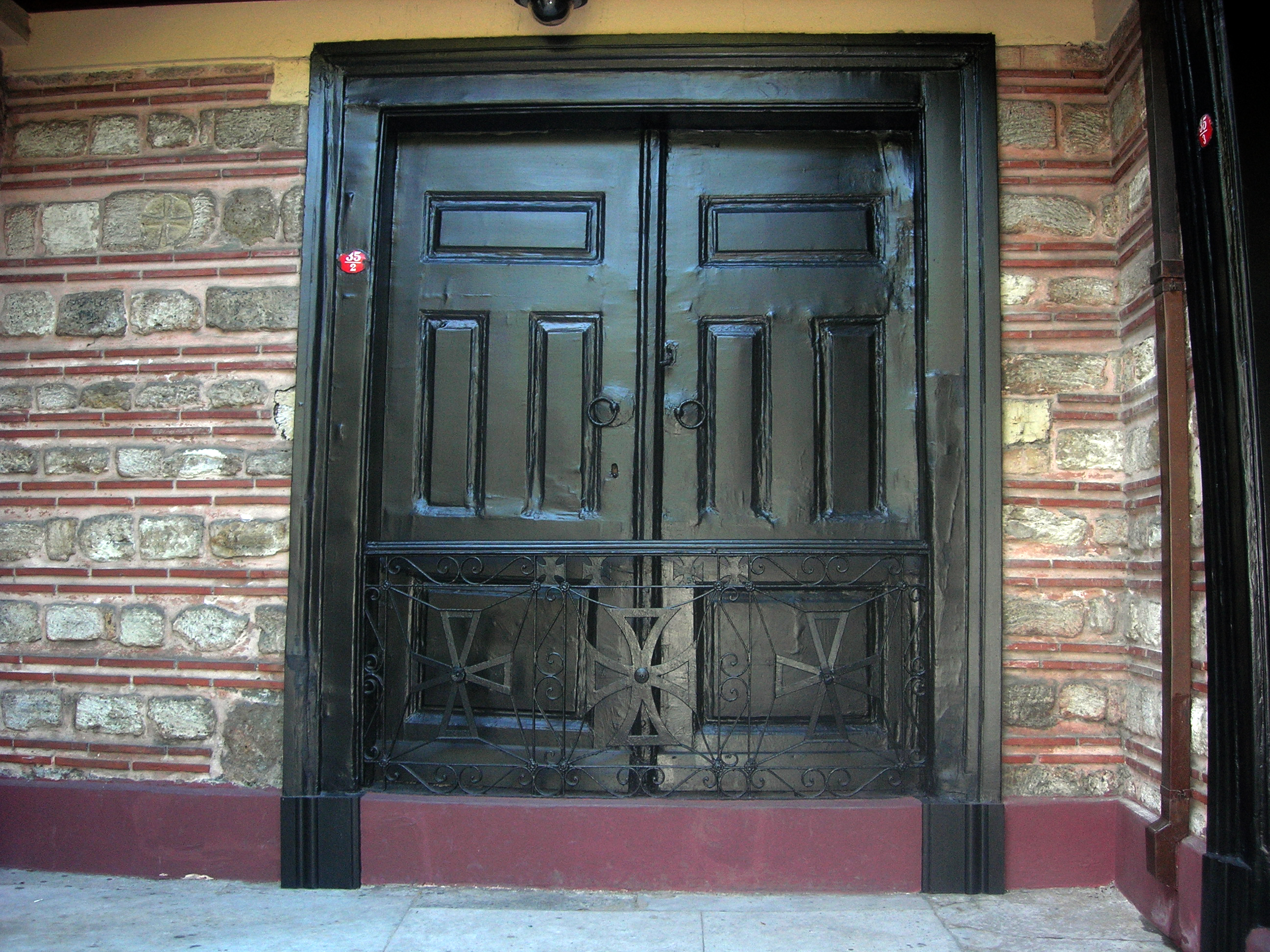
Ворота Святого Петра в Патріархаті. У 1821 році патріарх Григорій V три дні залишався повішеним у халатах у своєму архітраві, оскільки Махмуд II звинуватив його у нездатності придушити грецьку війну за незалежність. Ворота з тих пір не були відчинені.

Будучи правлячою установою, Османська імперія запровадила положення про те, як будуватимуться міста (гарантії якості) та як повинна формуватися архітектура (структурна цілісність, соціальні потреби тощо). Введені спеціальні обмеження щодо будівництва, оновлення, розмір та використання дзвонів у церквах. Наприклад, у місті церква не повинна бути більшою за розміром, ніж найбільша мечеть. Деякі церкви були зруйновані (наприклад, церква святих апостолів), багато перетворено на мечеті (серед них собор Святої Софії та Хори в Константинополі, а також Ротонда і Базиліка святого Дмитрія у Салоніках) або служили для інших цілей (наприклад, церква святої Ірини в Константинополі, яка стала озброєнням яничарів, і мечеть Гюля (Ая Теодосія або Христос Евґерґет), також Константинополі, який після завоювання деякий час служив для морського верфі). Такі правила спочатку були дуже суворими, однак з часом вони почали все більше і більше нехтувались, у XIX столітті в Стамбулі стався справжній будівельний бум православних церков, багато серед них мали високі дзвіниці та цегляні куполи, обидва з яких раніше були суворо заборонені.

### Патріархат при світській Турецькій Республіці

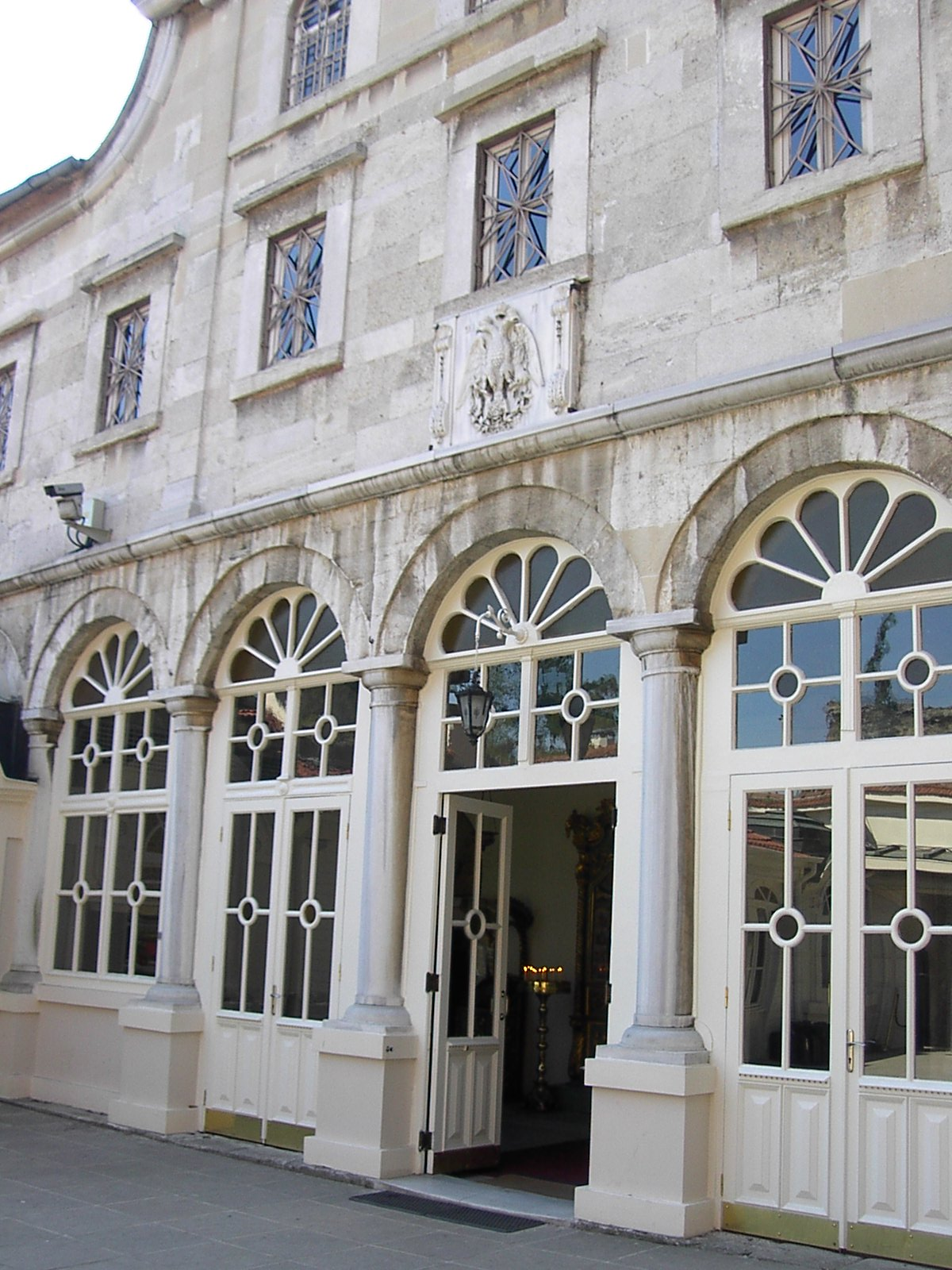
Зовнішній вигляд Патріаршої базиліки Святого Георгія, розташованої в районі Фенер в Стамбулі. Фасад датований серединою XIX століття і демонструє неокласичний вплив.

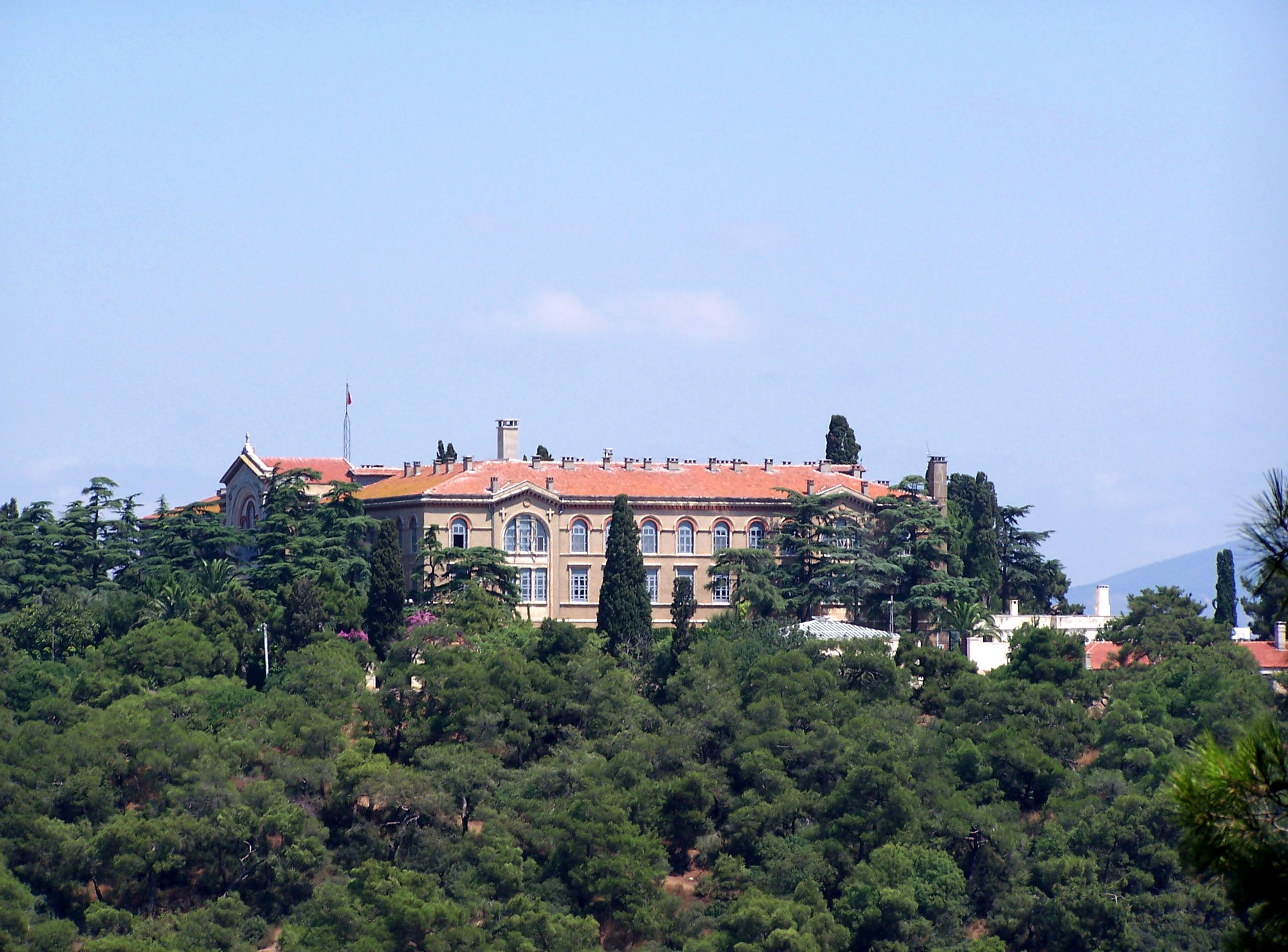
Богословська школа Халки на вершині Пагорба Надії

З 1586 р. Вселенський патріархат має штаб-квартиру у відносно скромній церкві Святого Георгія в районі Фенер у Стамбулі, Турецькій Республіці. Через законодавчі обмеження, накладені на релігійні організації в Турецькій Республіці, Вселенський патріархат не має статусу юридичної особи.
Нинішня територія Патріархату значно зменшена від тієї, що була. На даний час його канонічна територія включає більшу частину сучасної Туреччини, північно-східну Грецію та Афон, Додеканес та Крит. Трактуючи Халкедонський канон 28, Константинополь також претендує на юрисдикцію над усіма територіями, що лежать за межами канонічно визначених територій інших православних церков, що містить всю Західну півкулю, Океанію, Сполучене Королівство, Західну Європу, Південно-Східну Азію. Цю претензію оскаржують інші автокефальні церкви з єпархіями в цих районах, а також уряд Туреччини. (див. Турецька православна церква)
Православна присутність у самій Туреччині невелика; однак більшість православних у Північній Америці (близько двох третин) перебувають під Вселенським патріархатом, головним чином у Грецькій православній архиєпархії Америки. Патріархат також має більшість у Сполученому Королівстві. Крім того, албанська, українська юрисдикції в Америці також є частиною Патріархату.
Більша частина фінансування Патріархату надходить не безпосередньо від церков, що входять до нього, а від уряду Греції, завдяки домовленості, згідно з якою Патріархат передав свою власність Греції. В обмін на це працівники, зокрема духовенство Патріархату отримують винагороду від грецького уряду. Грецька православна архиєпархія Америки надає значну підтримку у вигляді щорічного внеску, відомого як лоджія. Також серед її установ, зокрема американського Товариства греко-православних дам філоптохосів та архонтів Вселенського патріархату, є важливі миряни, що роблять великі пожертви на утримання Патріархату. Своєю чергою, їм надаються почесні звання, які колись належали членам патріаршого апарату в минулі століття.
Патріархат виступає посередником між православними церквами, а також у відносинах з іншими християнами та релігіями. Ця роль іноді вводить Патріархат у конфлікт з іншими православними церквами, оскільки його роль у церкві обговорюється. Питання зосереджується навколо того, чи Вселенський патріархат Константинополя просто найбільше шанований серед православних церков, чи він має якийсь реальний авторитет чи прерогативи (πρεσβεία, presveía), які відрізняються від інших автокефальних церков. Ця суперечка часто виникає між Фенерем та Москвою, найбільшою за чисельністю населення східною православною церквою, особливо, як це висловлено в теорії Третього Риму, яка ставить Москву на місце Константинополя як центру світового православ'я. Такі суперечки іноді призводять до тимчасових перерв у євхаристійному спілкуванні, хоча зазвичай не дуже довгих.
Відносини між Вселенським патріархатом Константинополя та Османською імперією часто були вельми гіркими. У світській Турецькій Республіці напруга все ще існує. Туреччина згідно із законом вимагає, щоб Патріарх був громадянином Туреччини за народженням, яким були всі Вселенські патріархи з 1923 року — усі етнічні греки від незначної та постійно зменшуваної грецької меншини Туреччини, що спричиняє дефіцит священників та, як наслідок, потенційних кандидатів на посаду Вселенського патріарха. Експропріація державою церковного майна та закриття православної богословської семінарії Халках також є труднощами, з якими стикається Вселенський патріархат Константинополя.

Карта грецьких православних митрополій в Малій Азії бл. 1880 рік

У результаті вигнання православного населення з Анатолії (1922), грецьке православне населення Малої Азії зникло. До кінця 1920-х років турецький уряд закрив усі православні митрополії Малої Азії, і позбавлені своїх єпархій митрополити або виїхали до Греції, або проживали в якості титулярних ієрархів в будівлях патріархії, створюючи для неї серйозні економічні труднощі. Але навіть після того, як грецькі біженці з Малої Азії розселилися по всьому світу, Вселенський патріархат Константинополя продовжував вважати їх своєю паствою. Більш того, починаючи з патріарха Мелетія (Метаксакіс) Вселенський патріархат заявляє про канонічну належність йому всієї православної діаспори, тобто осіб православного віросповідання, які проживають за межами юрисдикції помісних православних церков, — посилаючись на 9-е, 17-е і 28-е правила Халкедонського собору. Подібні претензії не зізнаються негрецькими помісними православними церквами (крім Православної церкви України та Автокефальної православної церкви Албанії) і служать каменем спотикання і предметом суперечок у взаєминах з іншими автокефальними церквами.
У 1964 році в Єрусалимі відбулася зустріч між патріархом Атінагором і римським папою Павлом VI, в результаті якої взаємні анафеми були зняті і в 1965 році було підписано Спільну Декларацію.
У 1954 році відбувся погром патріархату. У 1955 році громили всю громаду православних греків у Стамбулі. У 1994 році було підкладано вибуховий пристрій в храм святого Георгія. 3 грудня 1996 року у храмі святого Георгія вибухнула бомба. У серпні 1971 року, Туреччина закрила богословську школу на острові Халка. У листопаді 1998 року піклувальна рада цієї школи була розпущена. У результаті предстоятель церкви патріарх Варфоломій (Арходоніс) неодноразово заявляв громадськості, що починаючи з 1992 року Туреччина веде психологічну війну проти Вселенського патріархату Константинополя.
З 1991 року предстоятель церкви — Святіший архиєпископ Константинополя — Нового Риму і Вселенський патріарх Варфоломій I.
У лютому 2008 року в керівництві Патріархату відбулися значні зміни, що спостерігачами було розцінено як посилення позицій патріарха Варфоломія.
У 2010 і 2015 роках, у відповідь на заклик патріарха Варфоломія про збільшення числа кліриків Патріархату, які мають турецьке громадянство, що дозволяло б їм брати участь у виборах патріарха, кілька десятків архиєреїв та інших високопоставлених кліриків, які не мали громадянства Туреччини, отримало його.
У 2016 і 2018 роках Патріархат — вперше після 1922 року — справив заміщення скасованих кафедр в Анатолії, обравши Варфоломія (Самараса) митрополитом Смирнським і Єремію (Каллійоргіса) — митрополитом Анкарським відповідно.
31 серпня зранку о 10:00 біля церкви Святого Георгія, офіційної резиденції Вселенського патріарха Варфоломія близько 50 українців просили надати автокефалію УПЦ і помолилися за неї. Після цього відбулася зустріч патріархів: Кирила і Варфоломія І. Патріарх Кирил заявив що зустріч пройшла в «братерській атмосфері». По завершенню зустрічі представник Константинопольського патріарха Варфоломія митрополит Гальський Еммануїл запевнив, що зустріч з російським патріархом не вплинула на рішення Варфоломія щодо автокефалії української церкви.

Того ж дня Константинопольський патріарх Варфоломій повідомив московському патріарху Кирилу про імплементацію рішення про автокефалію в Україні.
|                       | Константинопольська церква сильна і у неї є можливості по всьому світу. Вселенський патріархат з його довгим життям і досвідом — перша церква в православній родині, він відіграє особливу роль. Тому рішення іноді виходять звідси. Головне питання, яке обговорювалося, — питання ситуації в Україні. Ви знаєте, що там розкол, що триває більше 25 років. Вселенський Патріархат вирішив використовувати всі шляхи, щоб вирішити питання надання автокефалії Українській православній церкві. Рішення було ухвалено в квітні. І ми імплементуємо це рішення. Про це було повідомлено Патріарху Кирилу під час його візиту |
| — митрополит Емануїл, | |

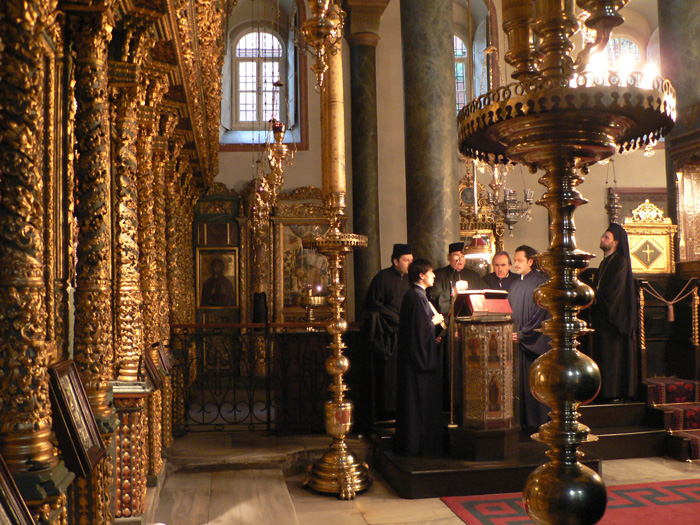
Усередині храму святого Георгія в Фенері

Після того, як глава РПЦ Кирило (Гундяєв) «дістав кадилом» від вселенського патріарха Варфоломія, у нього сталася «дика істерика», вважає російський публіцист, атеїст Олександр Невзоров. Так він прокоментував процес надання автокефалії православній церкві в Україні. На відкритті Архиєрейського собору Константинопольської церкви 1 вересня у Стамбулі Вселенський патріарх Варфоломій прочитав доповідь, у якій зазначив що: «Москва впродовж багатьох століть розпоряджалася Київською митрополією, православною церквою в Україні, без відома Константинополя». На Архиєрейському соборі Константинопольської церкви у Стамбулі 2 вересня єпископи ухвалили що «Константинопольський патріархат може надавати автокефалію без будь-яких узгоджень».
У вересні 2018 року Вселенський патріархат після початку Надання автокефалії Українській православній церкві повідомив, що ніколи не визнавав анафеми, яка була накладена на українського гетьмана Івана Мазепу Московським патріархатом.
У вересні 2018 священний Синод Вселенського патріархату Константинополя дозволив другий шлюб для священників. Дозвіл не поширюється на тих, хто покидає своїх дружин і бажає одружуватися з іншою жінкою. Підкреслюється, що кожен випадок буде розглядатися окремо Священним Синодом Вселенського Патріархату Константинополя.
9–11 жовтня 2018 року відбувся синод Вселенського патріархату Константинополя, на якому було ухвалено кілька рішень:
- Підтвердити вже ухвалене рішення про те, щоб Вселенський Патріархат приступив до надання автокефалії церкві України (була надана 6 січня 2019 року).
- Відновити станом на сьогоднішній день ставропігію Вселенського Патріархату в Києві, одну з його багатьох ставропігій в Україні, які завжди там існували.
- Прийняти та розглянути прохання про апеляцію від Філарета Денисенка, Макарія Малетича та їхніх послідовників, які опинилися у схизмі не з догматичних причин, у відповідності до канонічних прерогатив Константинопольського патріарха отримувати такі звернення від ієрархів та інших священнослужителів з усіх Автокефальних церков. Таким чином, згадані вище особи були канонічно поновлені у своєму єпископському або священицькому сані, також було відновлено сопричастя їхніх вірних з церквою.
- Скасувати зобов'язання Синодального листа 1686 року, виданого за обставин того часу, який надавав у порядку ікономії право Патріарху Московському висвячувати Київського митрополита, обраного собором духовенства та вірян його єпархії, який мав згадувати Вселенського Патріарха як свого Першоієрарха за будь-яким богослужінням, проголошуючи та підтверджуючи свою канонічну залежність від Матері-церкви Константинополя.
- Звернутися до всіх залучених сторін із закликом утримуватися від захоплення церков, монастирів та іншого майна, а також від будь-яких інших насильницьких дій та помсти, щоб перемагали мир і любов Христа.

15 жовтня 2018 року було проведено синод Московського патріархату в Мінську, який вдруге в історії відбувся за межами Росії. (Перший відбувся 26.07.2012 в Києві). Засідання синоду відбулося в приміщенні Мінської єпархії. Прес-секретар патріарха Кирила священник Олександр Волков заявив що синод Московського патріархату готує «адекватну та жорстку» відповідь на рішення Вселенського патріархату надати Томос про автокефалію. На засіданні Синод Російської православної церкви вирішив розірвати євхаристійне спілкування з Вселенським патріархатом, почавши Мінську схизму:
|  | Відтепер і надалі до відмови Константинопольського Патріархату від прийнятих ним антиканонічних рішень для всіх священнослужителів Російської православної церкви неможливо співслужіння з кліриками Константинопольської церкви, а для мирян — участь в Таїнствах, що здійснюються в її храмах. |

20 жовтня 2018 року офіційне керівництво Московського патріархату оголосило, що вважає Вселенського патріарха Варфоломія «розкольником». 23 жовтня Патріарх Єрусалимський Феофіл III звернувся до Вселенського патріарха Варфоломія з листом щодо допомоги його церкві, тим самим давши чітко зрозуміти, яку сторону займає церква Єрусалиму в подіях у православному світі. Під час поширення коронавірусу в 2020 році Вселенський патріарх пожертвував Греції 50 000 та Туреччині 42 000 євро на боротьбу з ним.

##### Відносини з Православною церквою України

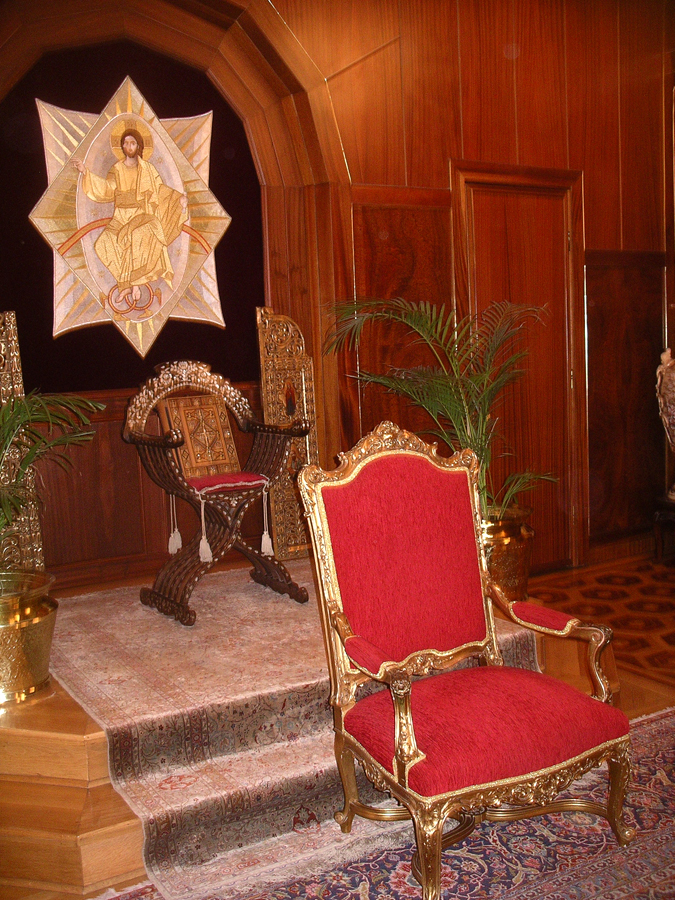
Трон Вселенського патріарха

Після хрещення Русі у 988 р. св. рівноапостольним князем Володимиром, відповідно до всіх церковних правил та канонів, під зверхністю Вселенського патріархату Константинополя постала Київська митрополія. Після розпаду Києво-Руської держави на окремі князівства та монголо-татарської навали Київські митрополити (які в більшості своїй були греками-чужинцями) перенесли свою кафедру спочатку до Сараю потім до Володимира на Клязьмі, а згодом до Москви. При цьому вони зберегли за собою титул Київських митрополитів. Спричинилося до цього не стільки «спустошення» Києва ордами хана Батия, скільки ті пільги, які давали церкві азійські завойовники, та прагнення чинити опір зміцненню Галицького князівства (з його європейською орієнтацією) й утворенню Києво-Галицької митрополії, яка реально мала всі підстави перетворитися на духовний осередок тодішньої Руси-України.
Відзначимо, що православні українці та білоруси в складі Великого князівства Литовського звільнилися від монгольського панування вже у XIV ст., в той час як Московське князівство перебувало в «союзі» з ординцями до кінця XV ст., успадкувавши від них деспотично-самодержавницький устрій влади. Перебуваючи у складі Литовської держави, українці відновили свою прадавню Київську митрополію. Але й московські ієрархи продовжували називати себе «Київськими» митрополитами, фактично ніякого відношення до Києва не маючи.
Скориставшись складною ситуацією, в якій опинився Константинополь під ударами турків-османів, 15 грудня 1448 р., Москва позбавила сану канонічно поставленого митрополита Ісидора і самочинно, без згоди Вселенського патріарха, оголосила про свою церковну автокефалію, обравши свого власного митрополита з титулом «Московського». Цей вчинок пояснили буцім-то «відпадінням» греків від справжнього православ'я в унію з католицьким Римом, яка була проголошена на Ферраро-Флорентійському соборі 1438–1439 рр. За це самочинство Вселенський патріархат Константинополя наклав на церкву Московіх відлучення, яке не скасоване й дотепер. Відомо, що Флорентійська унія проіснувала лише 10 років і була скасована, і в Константинопольській церкві знов було відновлено православ'я.
До Вселенського патріархату Константинополя у різні часи належали:
- Київська митрополія (Х ст. до 5 січня 2019 року)
- Галицька митрополія (1302 р. до 5 січня 2019 року)
- Литовсько-Руська митрополія
- Буковинська митрополія
- Готська і Кафська митрополія
- Браїльська митрополія
- Дороська митрополія

Вселенський патріархат Константинополя вважає своєю канонічною територією територію Київської митрополії у межах до 1686 року, тобто, щонайменше, Україну і Білорусь. Вселенський патріархат Константинополя визнає канонічну територію Московського патріархату лише в межах 1686 року, тобто до приєднання до нього Київської митрополії, а також про те, що саме це приєднання було здійснене «без згоди і затвердження Святого і Священного Синоду Великої церкви Христової», себто Вселенського патріархату Константинополя, у юрисдикції якого Київська митрополія в той час перебувала.
З початком української революції 1917 року у Києві була скликана Всеукраїнська церковна рада, яка ставила за мету створення Української автокефальної православної церкви. Головою ВПЦР був обраний архиєпископ Олексій (Дородніцин). Він підтримував ідею апеляції до арбітражу Константинополя при врегулюванні питання статусу православної церкви в Україні. Однак, 19 січня робота Собору перервалася наступом більшовиків.
Вселенський патріархат Константинополя двічі своїм соборним рішенням засудив підпорядкування Московській церкві Київської митрополії як неканонічне. 1688 року константинопольського патріарха Діонісія було позбавлено патріаршої кафедри собором архиєреїв, які побачили в діях патріарха симонію — продаж за гроші «духовних дарованій» (Діонісій отримав 120 соболів та дві сотні золотих за протиканонічне відступлення найбільшої митрополії Вселенського патріархату Константинополя). У 1924 році вселенський патріарх Григорій VII видав томос (декрет) з нагоди визнання автокефалії тих єпархій давньої Київської митрополії, які після Першої світової війни опинилися в складі Польської Республіки.
Українська православна церква Київського патріархату і Українська автокефальна православна церква, незважаючи на розбіжності у багатьох питаннях, постійно вели перемовини з Константинополем щодо автокефалії та офіційного визнання. Найближче до визнання була УПЦ КП у 2008 році, коли за сприяння президента Віктора Ющенка вона ледь не отримала визнання.
2015 року після смерті предстоятеля УАПЦ митрополита Мефодія, в Тернополі був оприлюднений його Духовний Заповіт, в якому наголошується на продовженні довголітнього курсу УАПЦ на встановлення співпричастя зі Вселенським Патріархатом та діалогу з єпископатом УПЦ Київського Патріархату та україноцентричною частиною єпископату УПЦ МП на чолі з митрополитом Олександром (Драбинком) про об'єднання в єдину помісну та канонічно визнану Вселенським Православ'ям Православну церкву, але не приймати рішень щодо поєднання з іншими православними юрисдикціями в Україні без канонічного благословення Вселенського патріарха Варфоломія.
Напередодні Всеправославного собору 16 червня 2016 року Верховною Радою України була прийнята постанова № 1422-VIII «Про Звернення Верховної Ради України до Його Всесвятості Варфоломія, Архиєпископа Константинополя і Нового Риму, Вселенського Патріарха щодо надання автокефалії Православній церкві в Україні». В цьому зверненні ВРУ просила Вселенського Патріарха:
- визнати нечинним акт 1686 року як такий, що був ухвалений з порушенням священних канонів Православної церкви;
- взяти участь у подоланні наслідків церковного поділу шляхом скликання під егідою Вселенського Патріархату Всеукраїнського об'єднавчого собору з метою вирішення всіх суперечливих питань та об'єднання Українського православ'я;
- видати Томос про автокефалію Православної церкви в Україні.

У 2016 році річні загальні збори Світового конґресу українців ухвалили рішення і офіційне звернення до Вселенського святійшого патріарха щодо надання автокефалії українській православній церкві. Від того моменту почався активний діалог, президент Світового конгресу українців Євген Чолій кілька разів навідувався до Стамбула з офіційним візитом до Вселенського патріарха.
19 листопада 2016 Голова Верховної Ради України Андрій Парубій зустрічався із Всесвятійшим Патріархом Варфоломієм, який високо оцінив Звернення Верховної Ради до нього від 16 червня 2016 року. Це Парламентське звернення після тривалого часу дало поштовх до розгляду Вселенською Патріархією питання Автокефалії Православної церкви в Україні.
9 квітня 2018 року Президент України Петро Порошенко відбув до Стамбула, де зустрічався зі Вселенським патріархом Варфоломієм і з членами Святого і Священного Синоду.
17 квітня 2018 року Порошенко в Києві провів зустріч з головами фракцій у Верховній Раді України і закликав їх підтримати Звернення до Варфоломія І про надання українській церкві Томосу про автокефалію: 
| Я, як Президент, прийняв рішення звернутися до Вселенського Патріарха з проханням щодо надання Томосу про Помісну автокефальну церкву. І просив би вас, шановні колеги, бо є речі, які нас точно всіх об'єднують, щоби Парламент підтримав це звернення і зробив це якомога швидше. |Початково очікувалося, що наступне засідання Синоду КПЦ відбудеться до 28 липня 2018 року, до 1030-ї річниці хрещення Русі-України, на день пам'яті великого князя Володимира.
19 квітня Верховна Рада України прийняла за № 2410-VIII постанову про підтримку звернення Президента України до Вселенського Патріарха Варфоломія про надання Томосу про автокефалію Православної церкви в Україні. Того ж дня цю постанову підписав Голова Верховної Ради України. 20 квітня Заступник голови президентської адміністрації Ростислав Павленко вилетів до Стамбула для передачі Вселенському Патріарху Варфоломію звернення про надання Томосу про автокефалію Православної церкви в Україні.
19–20 квітня 2018 року відбулося засідання Священного синоду Вселенського Патріархату з приводу українського питання. За результатами Синоду 22 квітня опубліковано комюніке:
|  | Комюніке Святого і Священного Синоду Святий і Священний Синод під головуванням Його Всесвятості Вселенського Патріарха Варфоломія завершив своє чергове засідання, яке відбулося з четверга, 19 квітня, на п'ятницю, 20 квітня. Всі питання порядку денного були розглянуті та обговорені, та прийняті відповідні рішення. Відповідно до Божественних і Священних Канонів, а також вікового церковного порядку і Святого Передання, Вселенський Патріархат зацікавлений в збереженні всеправославної єдності та піклується про Православні церкви у всьому світі, особливо українського православного народу, який отримав спасительну християнську віру і святе хрещення від Константинополя. Таким чином, як його істинна Церква-матір, він розглянув питання, що стосуються церковної ситуації в Україні, як це було зроблено на попередніх синодальних засіданнях, і, прийнявши від церковної і цивільної влад, які представляють мільйони українських православних християн, звернення, що прохає про надання автокефалії, вирішив тісно спілкуватися та узгодитися зі своїми сестринськими Православними церквами щодо цього питання. Оригінальний текст (англ.) Communique of the Holy and Sacred Synod The Holy and Sacred Synod, under the chairmanship of His All-Holiness Ecumenical Patriarch Bartholomew, concluded its regular session, which took place between Thursday, April 19th, and Friday, April 20th. All the items on the agenda were reviewed and discussed and the appropriate decisions were made. In accordance with the Divine and Sacred Canons, as well as century-old ecclesiastical order and Holy Tradition, the Ecumenical Patriarchate concerns itself with the preservation of Pan-Orthodox unity and the care for the Orthodox Churches throughout the world—especially of the Ukrainian Orthodox Nation that has received the salvific Christian faith and holy baptism from Constantinople. Thus, as its true Mother Church, it examined matters pertaining to the ecclesiastical situation in Ukraine, as done in previous synodal sessions, and having received from ecclesiastical and civil authorities—representing millions of Ukrainian Orthodox Christians—a petition that requests the bestowal of autocephaly, decided to closely communicate and coordinate with its sister Orthodox Churches concerning this matter. At the Ecumenical Patriarchate, the 22nd of April, 2018. From the Chief Secretariat. |

На відкритті Архиєрейського собору Константинопольської церкви 1 вересня у Стамбулі Вселенський патріарх Варфоломій прочитав доповідь, у якій зазначив що: «Москва впродовж багатьох століть розпоряджалася Київською митрополією, православною церквою в Україні, без відома Константинополя». На Архиєрейському соборі Константинопольської церкви у Стамбулі 2 вересня єпископи ухвалили що «Константинопольський патріархат може надавати автокефалію без будь-яких узгоджень».
22 квітня 2018 року Святий і Священний синод Вселенського Патріархату прийняв до розгляду Звернення від Президента України Петра Порошенка до Вселенського Патріарха Варфоломія про надання Томосу про автокефалію Православній церкві в Україні, Постанову Верховної Ради України на підтримку цього звернення, а також звернення ієрархів українських православних церков — УПЦ КП і УАПЦ. Також Синодом Вселенського Патріархату прийнято рішення про початок процедур, необхідних для надання автокефалії Православній церкві в Україні.
7 вересня Вселенський патріарх Варфоломій призначив двох екзархів (представників) у Києві архиєпископа Даниїла Памфілійського із США та єпископа Іларіона Едмонтонського з Канади у рамках підготовки до надання Православній церкві в Україні автокефалії. Екзархи мали взаємодіяти з українською владою і церквами для організації об'єднавчого собору.. Екзархи також мали вирішити питання існуючого в Україні церковного розколу.
У кінці вересня 2018 року Вселенська Патріархія оприлюднила дослідження історичних церковних документів, у яких довела, що Константинополь ніколи не віддавав Київську митрополію в канонічну територію Московського патріархату.

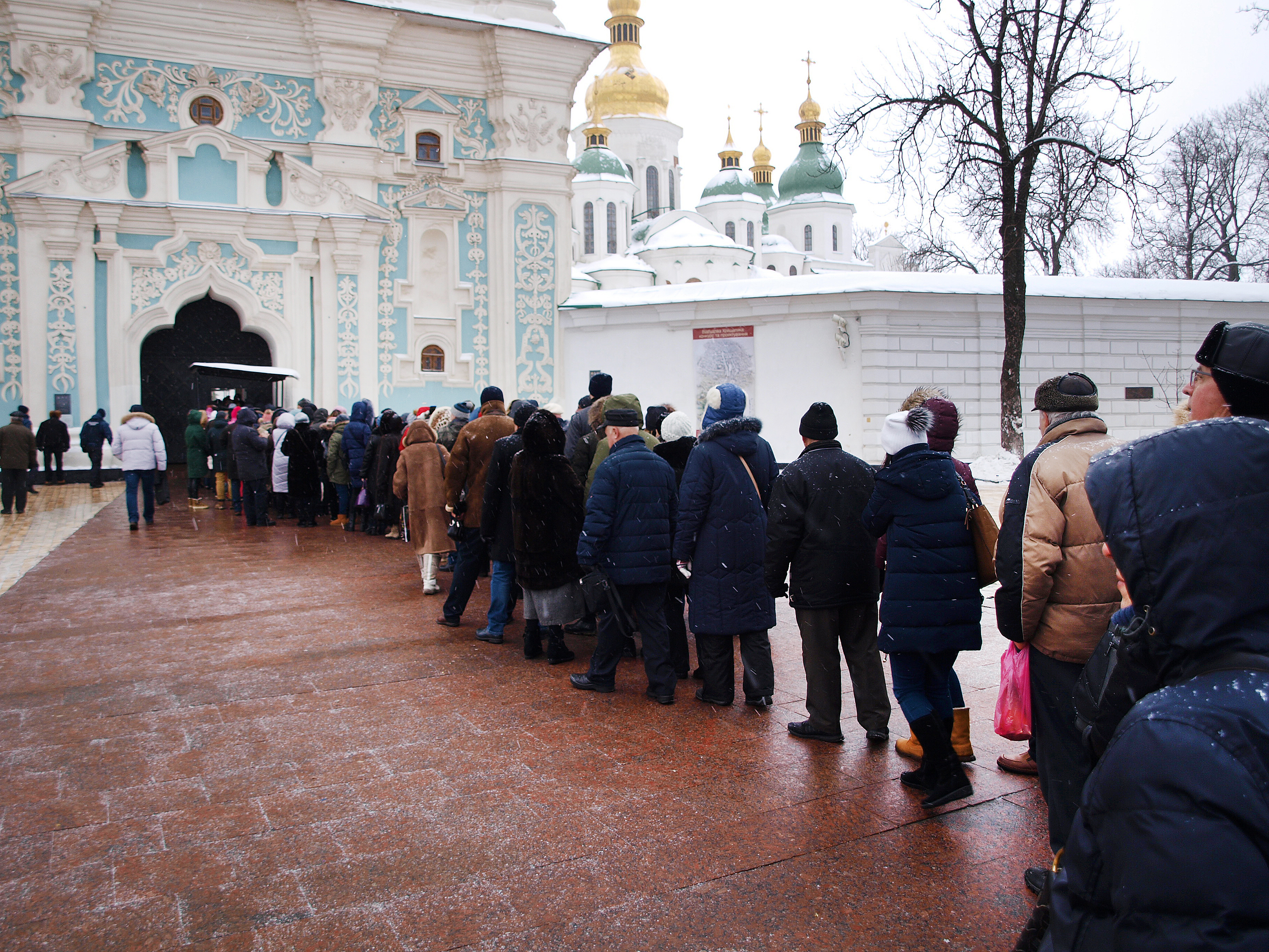
Черга до Софійського собору після прибуття томосу про автокефалію до України

18 жовтня 2018 року в Верховній Раді 237 голосами «за» було проголосовано законопроєкт 9208, поданий Президентом Порошенком 17 жовтня. Андріївська церква Національного заповідника «Софія Київська» передається в безоплатне постійне користування Вселенського патріархату для здійснення богослужінь і обрядів (при цьому Андріївська церква залишається в державній власності). У ній заплановане розміщення ставропігії Вселенського патріархату, яка фактично буде виконувати роль амбасади.
27–29 листопада в Стамбулі Вселенський Патріархат провів засідання Священного синоду, де, окрім інших питань, обговорювався текст Томосу про автокефалію Української церкви. За результатами синоду було видано комюніке, у якому зазначено про створення проєкту статуту помісної православної церкви в Україні.
Патріарх Варфоломій у своїх листах-запрошеннях закликав Предстоятеля РПЦвУ Онуфрія (Березовського) та інших ієрархів православних церков в Україні взяти участь в Об'єднавчим у соборі 15 грудня. Патріарх Варфоломій написав митрополиту Онуфрію, що після вибору Предстоятеля нової церкви він вже не зможе носити титул «Митрополит Київський», який, він все одно носив і «порушував умови офіційних документів 1686 року».

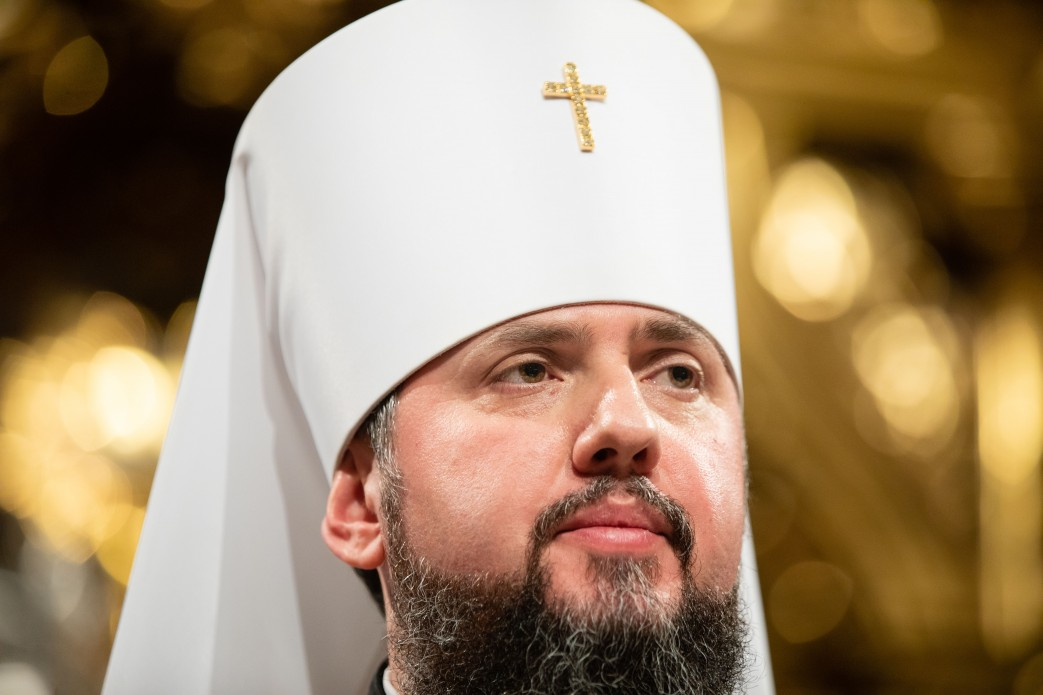
Митрополит Епіфаній в день обрання 15 грудня 2018 року

Об'єднавчий собор відбувся 15 грудня 2018 року в Софійському соборі. На соборі було розпущено УАПЦ та УПЦ КП та шляхом їх об'єднання та за участі двох ієрархів РПЦвУ створено нову церкву — Православну Церкву України. Шляхом голосування новим предстоятелем обрали митрополита Епіфанія. Екзархи Вселенського патріархату подарували новобраному предстоятелю панагію. У Видубицькому монастирі Екзарх Вселенського Патріарха в Греції — Митрополит Адріанопольський Амфілохій відслужив разом з монахами ПЦУ божественну літургію. Таким чином це засвідчило євхаристійне спілкування між церквами.
5 січня 2019 року його всесвятість вселенський Патріарх Варфоломій підписав Томос про Автокефалію. «Побожний український народ чекав цього благословенного дня цілих сім століть», — заявив патріарх Варфоломій після підписання. 6 січня на свято Богоявлення за новоюліанським календарем у церкві святого Георгія у резиденції Вселенського патріархату в Фенері під час святкової літургії за участю патріарха Варфоломія предстоятелю Православної церкви України Епіфанію вручили томос про автокефалію української церкви. Також митрополиту Епіфанію вручили посох і символічну пляшечку мира. 7 січня томос виставили у соборі св. Софії в місті Києві. 9 січня на Томосі поставили свої підписи всі члени Синоду Вселенського патріархату Константинополя.

## Організація та структура

Світова юрисдикція східних православних церков (2022).

Константинопольська церква, яка є попередницею автокефальних церков і має, історично та теологічно, право та відповідальність ініціювати та координувати дії православного значення. КПЦ продовжує залишатися помісною Церквою, юрисдикція якої обмежена певною географічною областю. Адміністрації Понта, Тракії та Малої Азії були першими місцями церковної юрисдикції Вселенського Престолу. Вони були додані до районів, що належать до східних іллірійців, від Адріатики до Нестосу і від Дунаю та Родоп до Криту. Ці області, хоча політично з кінця IV століття були частиною східної римської держави, але також церковно з указом Феодосія II (421), продовжували залишатися екзархатом або вікаріатом Салонік, який належав церкві Риму до 733 р. Слов'янські народи, які прийшли до християнства з турботою про його місію, також були включені в юрисдикцію Константинополя. Московський патріархат до XV століття, тобто протягом п'яти століть, була однією із митрополій Вселенського Престолу. В районі Балкан формуються автономні архиєпископії Тирнова, Охридська, які під час турецької окупації повернувся в пряму юрисдикцію Константинополя, який також впав, і в 14 столітті організував митрополії Угорську та Молдавську.

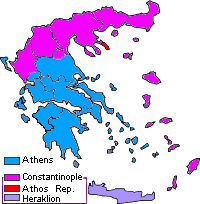
Юрисдикції православних церков на території Греції.
Атени
Константинополь
Атос або Афон
Крит

Ця величезна юрисдикція Константинополя поступово почала зменшуватися із наданням автокефального статусу місцевим Церквам: Російській православній церкві (1589), Грецькій ПЦ (1850), Сербській ПЦ (1879), Румунській ПЦ (1885), Церкві Албанії (1937), Церква Болгарії (1945), Церкві Грузії (1990), Церква Чехії та Словаччини (1998) та Церкві України (2019).
У складі Константинопольської православної церкви 2 автономних церкви (в складі яких 1 архиєпархія, 3 митрополії і 2 єпархії), 6 архиєпархій (Австралійська, Американська, Канадська, Константинопольська, Критська, Фіатірська), 116 митрополій (42 митрополії Туреччини (з них 34 історичних), 5 митрополій Додеканесу, 8 митрополій Криту, 36 митрополій «Нових земель», які також підпорядковані ЕПЦ, 8 митрополій Американської архиєпархії, 17 митрополій в інших країнах) і 2 «національні» єпархії (албанська і карпаторуська), а також Патмоський екзархат і гора Атос.

### Вселенські патріархи новітніх часів

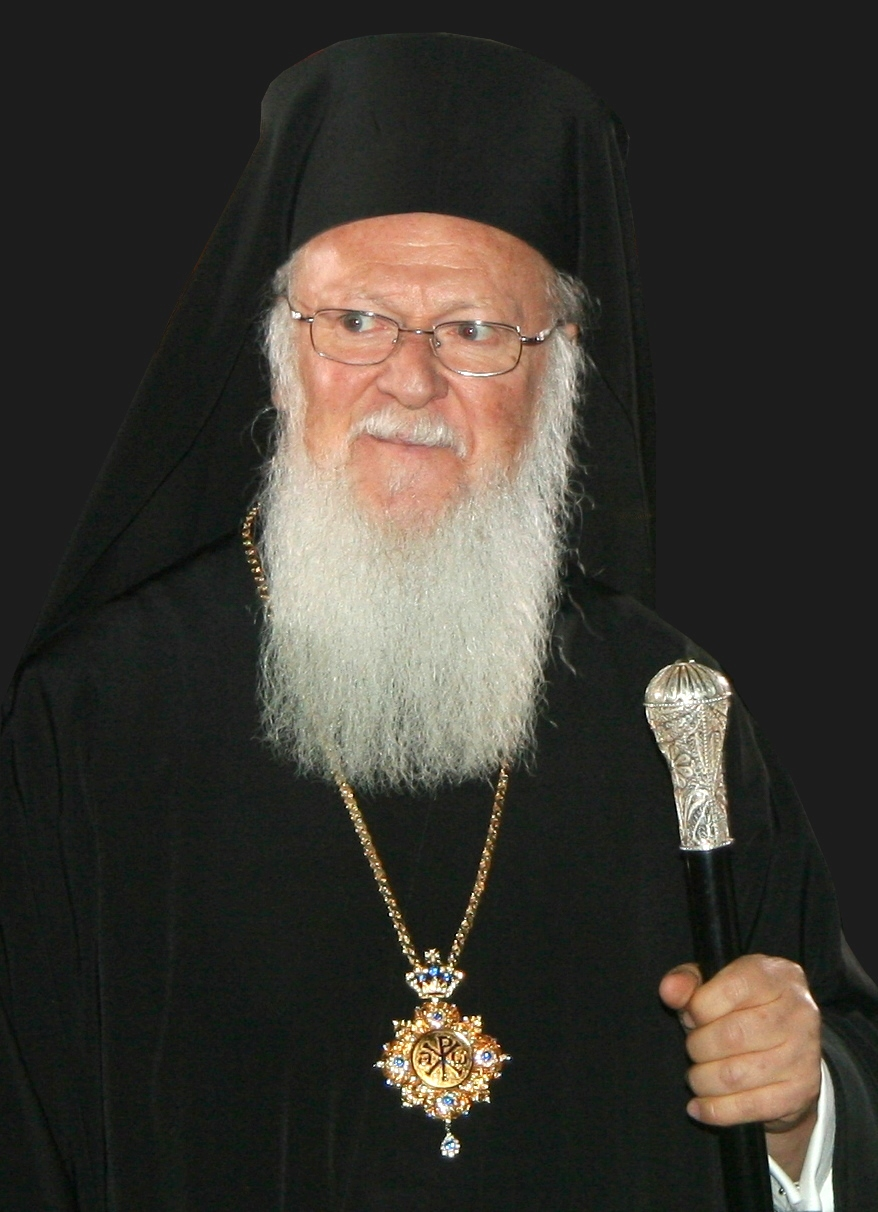
Вселенський патріарх Константинополя Варфоломій I (Деметріос Архонтоніс)

Патріарх Варфоломій (Деметріос Архонтоніс) народився в 1940 році в селі Айос-Теодорос (Άγιοι Θεόδωροι) — на острові Імброс (Туреччина). Його батько володів там перукарнею і кав'ярнею. Схильний до наук хлопець вчився в Константинополі, потім у відомій богословській школі Халки, після закінчення якої став дияконом під іменем Варфоломій. Потім диякон Варфоломій служив у турецькій армії, а в 1963 році продовжив навчання у Папському східному інституті Григоріанського римського університету. Темою його дисертації було канонічне право Православної Церкви. Цим навчання майбутнього Патріарха не закінчилось — у вищих навчальних закладах Швейцарії та Мюнхена він продовжує спеціалізуватися в царині церковного законодавства. Патріарх володіє п'ятьма іноземними мовами, окрім, звісно, грецької і турецької. Написав і видав багато друкованих праць.
Повернувшись із Західної Європи до Константинополя, Варфоломій був призначений на посаду помічника декана Теологічної школи в Халки, де невдовзі був висвячений у священика (1969 рік). Через шість місяців Вселенський патріарх Афінагор (той самий Патріарх, який разом з римським папою Павлом VI зняв взаємні анафеми 1054 року) підвищив молодого священика до чину архімандрита Патріаршої каплиці св. Андрія. Патріарх Димитріос, який наслідував Афінагору, зробив Варфоломія директором Патріаршої канцелярії. А в 1973 році в житті 33-річного архімандрита сталася видатна подія — він став єпископом Константинопольської архиєпископії, одержавши за якийсь час сан митрополита Халкедонського.
Протягом 19 років митрополит Варфоломій був найближчим помічником і однодумцем Патріарха Димитріоса, а після його смерті, в 1991 році став Архиєпископом Константинополя, Нового Рима, і Вселенським патріархом (повний титул Константинопольських патріархів).
По обранні новий Патріарх здійснив ряд закордонних візитів, зустрічаючись з впливовими політичними діячами багатьох країн, виступаючи на сесіях ЮНЕСКО, Європейського парламенту тощо. У Патріарха, як громадянина мусульманської Туреччини, є власний досвід діалогу як і між двома релігіями, так і між двома культурами. Такий досвід дав йому можливість зробити значний внесок, зокрема, у врегулювання військових конфліктів на території колишньої Югославії. Всюди й послідовно Патріарх виступає за релігійну свободу і права людини.
За останнє десятиріччя Патріарх Варфоломій відвідав майже всі помісні православні церкви, а також багато інших релігійних об'єднань, докладаючи чимало зусиль для поліпшення відносин між общинами католиків, мусульман, юдеїв і православних в усьому світі. Варфоломій відомий у Європі як «Зелений патріарх», тому що став першим серед релігійних лідерів захисником навколишнього середовища. Він постійно організовує міжнародні семінари, де обговорюються напрями мобілізації всіх можливих засобів для досягнення гармонії між людством і природою.
У приватному житті, не зважаючи на високий сан, веде простий спосіб життя, має звичку уважно вислуховувати відвідувачів.

### Святий та Священний Синод

Двоголовий орел (при вході до Вселенського патріархату) — символ Константинопольської патріархії та Візантійської імперії

Окрім патріарха, дійсними членами Синоду є такі архиєреї (на період з 1 вересня 2019 року до 29 лютого 2020-го):
- архиєпископ Канадський Сотірій
- архиєпископ Критський Іриней
- митрополит Анкірський Єремія
- митрополит Анейський Макарій
- митрополит Лаодікійський Феодорит
- митрополит Гортинський Макарій
- митрополит Бельгійський Афінагор
- митрополит Ганський Амфілохій
- митрополит Кідонійський Дамаскін
- митрополит Коський Нафанаїл
- митрополит Кідонієський Афінагор
- митрополит Новозеландський Мирон

## Сучасні автокефальні церкви, що раніше були в складі Вселенського патріархату

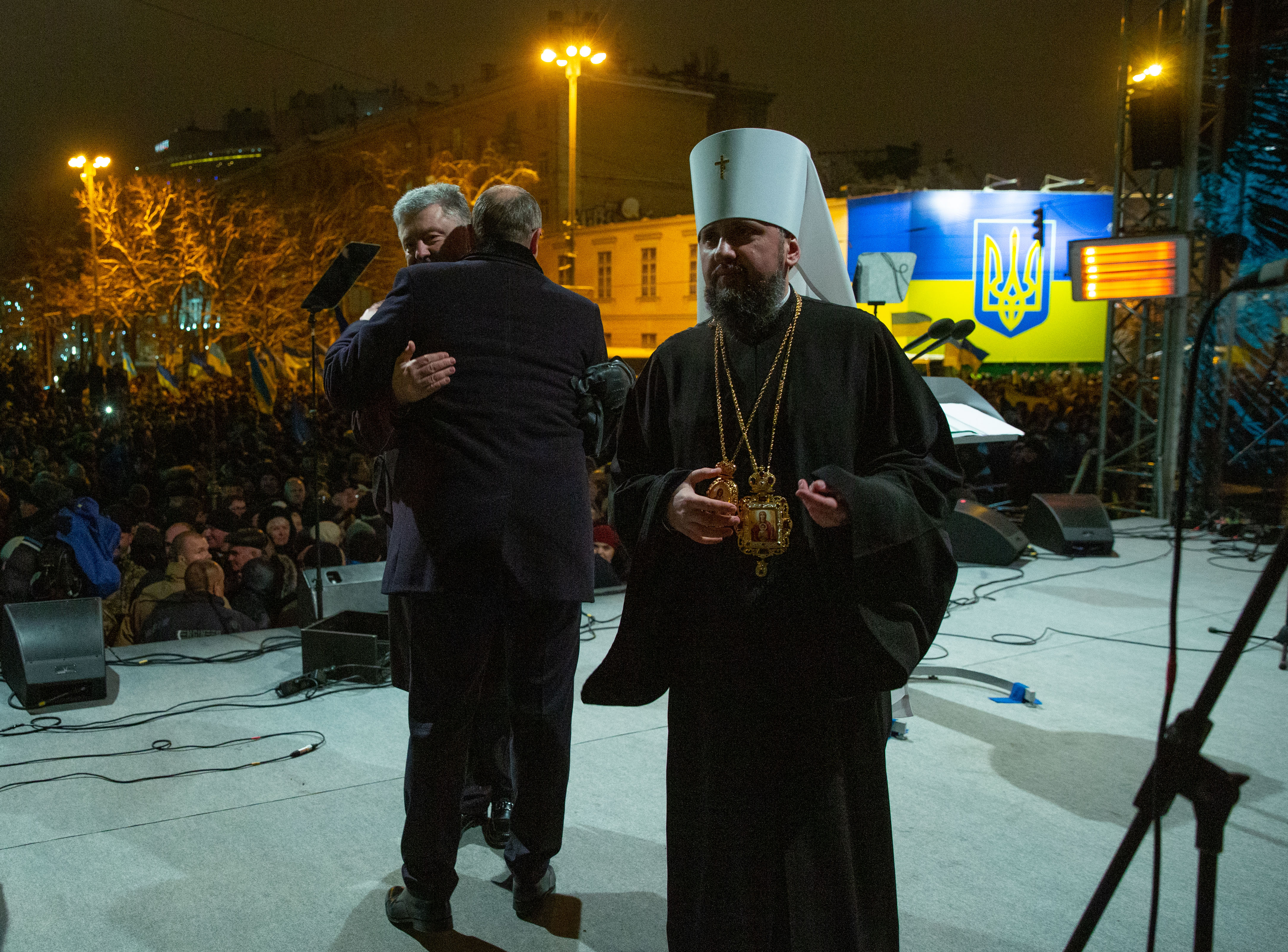
Митрополит Київський Епіфаній та п'ятий президент України Петро Порошенко, який обіймає голову Верховної Ради України Андрія Парубія після Об'єднавчого собору Східних православних церков України 15 грудня 2018 року

- Болгарська православна церква; автокефалія, надана в 870 р.; автокефалія знову надана в 1235 і 1945 роках.
- Російська православна церква; самопроголошена у 1448 — відбувся розкольницький відрив від Київської митрополії; автокефалія надана в 1589 році.
- Церква Греції (Архиєпархія Афін та всієї Греції); автокефалія надана в 1850 році.
- Сербська православна церква; автокефалія, надана в 1219 році; скасована в 1463 та 1766 рр., знову надана в 1557 та 1879 рр.
- Румунська православна церква; автокефалія надана в 1885 році.
- Польська автокефальна православна церква (Варшава); автокефалія надана в 1924 р.
- Православна автокефальна церква Албанії (Архиєпархія Тирани, Дурресу та всієї Албанії); автокефалія надана в 1937 році.
- Православна церква Чеських земель і Словаччини (Празька митрополія, Чеських земель та Словаччини); автокефалія надана в 1998 р. Вселенським патріархатом Константинополя.
- Православна Церква України; автокефалія надана 5 січня 2019 року.